# SPATIO
SPATIO（スパティオ）は、2011年12月24日にデビューした大分県大分市を拠点に活動する日本のローカルアイドルグループである。大分発美少女アイドルユニット。SPATIOとは時空間を意味し、時空を超えて愛されるアイドルでありたいとの願いと、SPATIOのスペルは前から読むと「SPA=温泉」後ろから読むと「OITA=大分」となり、温泉・大分をPRする思いが込められている。「ご当地アイドル殿堂入り」。

## 概要
2011年7月、大分市のモデル事務所『CINEMASCOPE』に所属する阿部華也子・クリスタ亜美・後藤亜美を中心に大分新アイドルユニット『SPATZ(仮名)』としてプロジェクト始動、同時にメンバー募集。同9月に松永みらの加入。10月に正式名称を『SPATIO』に決定。太田シュテフィを加えた5人体制でスタートした。
2011年12月24日、べっぷクリスマスHANABIファンタジアのステージでデビュー。
2021年12月24日、結成10年を迎えて日本ご当地アイドル活性協会より『ご当地アイドル殿堂入り』に認定される。
大分県内のお祭りやイベント出演、ライブハウスでの単独公演、その他テレビ・CM・広告ポスター・ラジオ出演など多岐にわたり活動している。

## SPATIO
- さき - 2008年9月10日（16歳）【カラー:ピンク】SPATIO KIDSとして2018年7月デビュー。2021年10月SPATIO ERPHYより編入(14期)。高校2年生。趣味：おしゃれ、ドラマ鑑賞。特技：ダンス歴10年。好きなキャラ：名探偵コナン。好きなYoutuber：48(フォーエイト)
- あいな - 2009年4月19日（16歳）【カラー:紫】SPATIO KIDSとして2018年7月デビュー。2021年10月SPATIO ERPHYより編入(14期)。2024年4月から14代目リーダーを務める。高校1年生。趣味：メイク、韓流ドラマ。特技：ピアノ、歌うこと、韓国語。好きなアイドル：TWICE、ENHYPEN
- あやか - 2009年8月14日（16歳）【カラー:青】15期研修生を経て2022年4月デビュー。高校1年生。趣味：TikTok、トリニータ応援。特技：ダンス。好きなアイドル：TWICE。
- もか - 2010年2月23日（15歳）【カラー:赤】SPATIO KIDSとして2023年3月デビュー。2023年4月からKIDSサブリーダーを務める。2023年8月よりSPATIO ERPHYとして活動。2024年3月SPATIO ERPHYより研修生として編入(16期)。16期研修生を経て2024年6月デビュー。高校1年生。趣味：読書、歌うこと。特技：バスケ、走ること。好きなアイドル：一ノ瀬美空（乃木坂46）、高松瞳（=LOVE）。

## SPATIO 研修生
- ゆあ - 2009年1月13日（16歳）【カラー:イエロー】2025年5月 SPATIO17期研修生として加入。高校2年生。趣味：お買い物、カフェ巡り。特技：バルーンアート。好きなアイドル：一ノ瀬美空(乃木坂46)、高松瞳(=LOVE)

## SPATIO ERPHY
- りのあ - 2011年8月22日（13歳）【カラー:ライトブルー】SPATIO ERPHY3期研修生を経て2024年7月デビュー。中学2年生。趣味：運動(バスケットボール)。特技：眉毛を動かすこと。好きなアイドル：EMuLATE、SPATIO。好きな俳優：宮世琉弥。
- うさな - 2009年11月19日（15歳）【カラー:ダークグリーン】SPATIO ERPHY3期研修生を経て2024年7月デビュー。SPATIO ERPHY3代目リーダーを務める。高校1年生。趣味：ドラマ鑑賞、コスメ集め、お寿司好き。特技：縄跳び、美術、空手。好きなアイドル：ももクロ、SPATIO。好きな俳優：浜辺美波、畑芽育。
- あいこ - 2009年11月6日（15歳）【カラー:ローズレッド】SPATIO ERPHY3期研修生を経て2024年7月デビュー。高校1年生。趣味：温泉めぐり、コスメ集め、食べ歩き(甘党)。特技：場所を問わず寝れること。好きなアイドル：FRUITS ZIPPER、SPATIO。好きな俳優：永野芽郁。
- ななこ - 2010年5月24日（15歳）【カラー:レモンイエロー】SPATIO ERPHY3期研修生を経て2024年8月デビュー。中学3年生。趣味：歌うこと、音楽を聴くこと。特技：ダンス(歴5年)、卓球。好きなアイドル：SPATIO。好きな俳優：飯沼愛。

## 卒業生
- クリスタ亜美（くりすたあみ/あーみん）- 1994年9月22日【カラー:赤】CINEMASCOPE第1期生。オーストラリア人と日本人のハーフ。2011年結成時から初代リーダーを務める。大学進学のため、2013年3月30日をもって卒業。同8月31日のSPATIO単独公演『ラストサマーライブ』にサプライズゲストとしてステージに登場した。
- 阿部華也子（あべかやこ/かやっち）- 1996年6月18日【カラー:ピンク】CINEMASCOPE第1期生。2011年の結成時から中心メンバーとして活動。2013年4月から2代目リーダーを務める。学業専念のため、同12月23日の単独公演をもって卒業。CM「九州乳業」「九州ラーメン和」「コスメドラッグFAN」・映画『種まく旅人〜みのりの茶〜』・PV『それでも好きだよ』・ポスター『本場鶴崎踊大会』・Berry2color（株式会社Berry2）ヘアモデル。過去に7代目お天気キャスターとして『めざましテレビ』の出演を経て、現在はメーンキャスター[2]・エンタメキャスターとして『めざましどようび』に出演している。早稲田大学文学部卒業。
- 太田シュテフィ（おおたしゅてふぃ/シューちゃん）- 1996年5月4日【カラー:青】CINEMASCOPE第5期生。ルーマニア出身で、8歳の時に来日した。SPATIOのほんわかガール。特技：バスケ・お菓子作り。2014年4月13日卒業。
- 後藤亜美（ごとうあみ/あみあみ）- 1996年5月14日【カラー:紫】3代目リーダー。CINEMASCOPE第4期生。SPATIO1のポジティブガール! 特技：バレーボール。CM「大分ガス」出演。「久留米大学」「大分県警察官募集」ポスター掲載などモデルとしても活動。2014年6月15日卒業。
- 松永みらの（まつながみらの/みらぽ）- 1998年11月1日【カラー:黄色】4代目リーダー。CINEMASCOPE第4期生、2011年9月25日SPATIO加入。初期メンバー最年少。SPATIOのパワフル娘。特技：バレエ。CM「大分みらい信用金庫」着ぐるみアクターとして出演。Berry2color（株式会社Berry2）ヘアモデル。2014年12月28日卒業。
- 廣瀬彩加（ひろせあやか/あやぽん）- 1998年4月26日【カラー:オレンジ】5代目リーダー。2013年11月、SPATIO3期メンバーとしてデビュー。SPATIO1のおとぼけガール。特技：ハンドボール・ものまね。6歳から芸能活動を始める。CM「株式会社日出電気」「TOSハウジングメッセ」「サイクルショップコダマ」出演。「大分日産自動車」広告掲載。国保連合会「国保ヘルシートーク」苅谷俊介と共演。2015年3月8日卒業。舞台『ここは命の星』出演。『私 結婚できないんじゃなくて、しないんです』（TBS）亜美役として出演。
- 梶原永遠（かじわらゆめ/ゆめち）- 2001年1月11日【カラー:緑】CINEMASCOPE第7期生。2013年4月、SPATIO2期メンバーとしてデビュー。大人フェイスの最年少。Berry2color（株式会社Berry2）ヘアモデル。特技：乗馬・チアダンス。2015年3月29日卒業。
- 尾家愛佳（おいえあいか/あいかりん）- 1999年5月14日【カラー:赤】2012年CINEMASCOPE第6期・SPATIOジュニア候補生として登録。2013年4月、SPATIO2期メンバーとしてデビュー。福岡県出身。SPATIOの天然ガール。特技：子どものお世話。Berry2color（株式会社Berry2）ヘアモデル。2015年7月5日卒業。
- 荒金利奈（あらかねりな/りーやん）- 2000年6月10日【カラー:ピンク】2015年1月デビューのSPATIO5期生。SPATIOのスイッチガール。特技：ギター、ダンス。大分県歯科技術専門学校CM出演。2016年1月24日卒業。
- 河野友香（かわのゆうか/ゆうゆ）- 2000年2月23日【カラー:紫】2014年6月、SPATIO4期生としてデビュー。2015年4月から6代目リーダーを務める。SPATIOのやんちゃ娘。2011年12月23日、デビュー前夜祭のSPATIO初ステージを客席から観ており、以来SPATIOに憧れを抱いていた。特技：チアダンス・アイドルのダンスコピー。Berry2color（株式会社Berry2）ヘアモデル。2016年6月19日卒業。
- 宮代晏奈（みやしろあんな/あーにゃ）- 1999年5月5日【カラー:青】2015年1月デビューのSPATIO5期生。スパティオのツンデレガール。趣味：音楽鑑賞。特技：演技。大分県歯科技術専門学校CM出演。2016年6月19日卒業。
- 後藤咲香（ごとうさやか/さあや）- 2003年8月31日【カラー:紫】SPATIO第8期研修生を経て2017年4月デビュー。SPATIOのsweetガール。中学2年生。特技：書道8段。好きなこと：アイドルグッズ集め。2017年11月3日卒業。
- 渡辺日向子（わたなべひなこ/ひなみん）- 1998年9月1日【カラー:黄色】2014年6月、第59回姫山祭「アイドルユニットオーディション」に出場。その時の様子が『Chocoっと』（大分放送）で放映されメディア初登場。SPATIO第5期研修生を経て正規メンバー昇格。2016年7月から7代目リーダーを務める。SPATIOのひまわりガール。特技：テニス。大分県歯科技術専門学校CM出演。Berry2color（株式会社Berry2）ヘアモデル。2018年3月4日卒業。
- 高畠祈莉（たかはたいのり/いのりん）- 2001年6月19日【カラー:オレンジ】2015年7月デビューのSPATIO6期生。2018年3月から8代目リーダーを務める。SPATIOのハイテンションガール。特技:弓道、バレーボール。Berry2color（株式会社Berry2）ヘアモデル。2019年3月10日卒業。
- 松本奈々（まつもとなな/なぁちゃん） - 2004年4月4日【カラー:青】9期研修生を経て2017年11月デビュー。2019年3月から9代目リーダーを務める。4代目大人フェイスの最年少。好きなこと：チアダンス、書道7段。好きなもの：ファッション、音楽鑑賞。2020年7月26日卒業。
- 岡崎日菜（おかざきひな/ひなぴ） - 2002年10月4日【カラー:紫】10期研修生を経て2018年8月デビュー。2020年7月から10代目リーダーを務める。特技：チキリン囃子（鉦と太鼓）。好きなこと：体を動かすこと、音楽を聴くこと。好きなもの：忍たま乱太郎、動物、ジブリ映画、Little Glee Monster。2020年12月27日卒業。
- 白石花恋（しらいしかれん/かれん） - 2005年10月6日【カラー:赤】11期研修生を経て2019年1月デビュー。特技：ダンス。趣味：おしゃれ。好きな食べ物：グミ、ぶどう。好きなブランド：TOMMY HILFIGER、GUESS、KANGOL。2021年4月4日卒業。
- 中村唯優（なかむらいゆ/い～たん） - 2006年10月4日【カラー:緑】12期研修生を経て2019年10月デビュー。特技：ダンス歴8年、絵を描くこと。好きなもの：ファッション GUESS、KANGOL。 好きな食べ物：桃、パスタ、パンケーキ、グミ、ケーキ、タピオカ。 好きなアイドル：TWICE、欅坂46、BLACKPINK。2021年10月23日卒業。
- 姫野羽美（ひめのうみ/う～たん） - 2005年4月13日【カラー:黄】12期研修生を経て2019年10月デビュー。2021年4月から11代目リーダーを務める。特技：ダンス歴12年。好きなもの：コスメ収集、ファッション GUESS、KANGOL、X-girl。 好きな食べ物：パイナップル、グミ。好きなアイドル：TWICE。2021年10月24日卒業。
- 井上愛美（いのうえまなみ/まなみん） - 2003年6月12日 【カラー:青】13期研修生を経て2021年4月デビュー。特技：剣道2段、和太鼓。趣味：野球観戦。好きなアイドル：E-Girls。2022年3月6日卒業。
- 小野愛梨（おのあいり/あーりん） - 2003年11月5日 【カラー:オレンジ】13期研修生を経て2021年4月デビュー。2021年10月から12代目リーダーを務める。特技：トランペット。趣味：ヲタ活、歌うこと。好きなアイドル：究極少女カラット、HKT48。2022年3月27日卒業。
- るう - 2011年9月17日 【カラー:チェリーピンク】SPATIO KIDSとして2022年10月デビュー。趣味：お絵描き、読書、ゲーム。特技：笑顔、元気、なぎなた。好きな芸能人：永野芽郁。2023年7月30日活動終了。
- ゆうあ - 2007年10月11日 【カラー:緑】SPATIO KIDSとして2018年7月デビュー。2021年10月SPATIO ERPHYより編入(14期)。2022年4月から13代目リーダーを務める。元SPATIO ERPHYのリーダー。趣味：コスメ集め、お菓子作り。特技：料理、ダンス。好きなアイドル：なにわ男子。好きなキャラ：シナモロール。2024年2月18日卒業。
- りあ - 2009年5月12日 【カラー:イエロー】SPATIO KIDSとして2023年3月デビュー。2023年4月からKIDSリーダーを務める。2023年8月よりSPATIO ERPHYとして活動。SPATIO ERPHY2代目リーダーを務める。趣味：バスケ、工作、キャンプ。特技：スノボ、ボルダリング。好きなアイドル：佐々木舞香(=LOVE)。好きな女優：杉咲花。2024年3月17日卒業。
- ひなた - 2011年7月24日 【カラー:ワインレッド】SPATIO KIDSとして2022年10月デビュー。2023年8月よりSPATIO ERPHYとして活動。趣味：TikTok。特技：ダンス、ピアノ、水泳。好きなアイドル：TWICE、NiziU。2024年3月17日活動終了。
- くれは - 2005年11月1日 【カラー:赤】15期研修生を経て2022年4月デビュー。趣味：歌、ダンス。特技：生け花、ギター。好きなアイドル：齋藤飛鳥(元乃木坂46)。2024年3月31日卒業。

## 脱退
- 河野ほのか（こうのほのか/ほののん）-  2003年1月13日【カラー:ピンク】2015年、CINEMASCOPEにスカウトされモデル登録。SPATIO第7期研修生を経て2016年6月、SPATIO Jr.としてデビュー。おっとりフェイスの癒し系。特技：華道、書道。2016年8月脱退。
- 那賀桜（なかさくら/さくちゃん）- 2001年3月23日【カラー:赤】SPATIO第7期研修生を経て2016年6月、SPATIO Jr.としてデビュー。ミニミニサイズの親指姫。幼少の頃からキッズモデルとして広告・パンフレット・ファッションショー等で活動。「avexキッズコンテスト'09」決勝大会福岡代表。特技：クラシックバレエ。2017年4月16日脱退。
- 安部瑞希（あべみずき/ずっきー）- 2003年11月7日【カラー:エメラルドグリーン】SPATIO第7期研修生を経て2016年6月、SPATIO Jr.としてデビュー。天然系空手ガール。特技：空手初段。2017年4月20日脱退。
- 磯野蘭夢（いそのらむ/らむりん）- 2003年8月6日【カラー:青】SPATIO第8期研修生を経て2017年4月デビュー。パフォーマンスガール。特技：ダンス。好きなこと：ボカロを聴く。マンガを読む。アニメをみる。2017年4月20日脱退。
- 渡辺梨子（わたなべりこ/りこぴん）- 2003年4月19日【カラー:赤】9期研修生を経て2017年11月デビュー。みんなのマスコット SPATIOの小動物系。好きなこと：英語音読。好きなもの：英語、アイドル鑑賞。2018年3月7日脱退。
- みな - 2009年1月3日【カラー:黄】SPATIO KIDSとして2018年7月デビュー。2021年10月SPATIO ERPHYより編入(14期)。趣味：YouTube、卵焼き作り。特技：バスケットボール(部活)。好きなアイドル：BTS、BLACKPINK。好きなキャラ：クレヨンしんちゃん。2022年11月15日脱退。

## 活動履歴

### 2011年
- 12月23日 - Ustreamスタジオ大分(別府タワー3F)にてデビュー前夜祭イベント。
- 12月24日 - 『べっぷクリスマスHANABIファンタジア』でデビュー。

### 2012年
- 1月9日 - FM大分『もっとあなたと! COLORFUL PALETTE』生出演。
- 2月4日 - OBSラジオ『ゆふばん!』後藤亜美・太田シュテフィの2人出演。
- 2月19日 - 『NEXT FLAG×IDOL LEAGE』出演。CHIMO、WEV共演。
- 3月14日 - デビューシングル『ふるさと』発売。
- 3月20日 - 『アイドル交流決戦vol.4』出演。ひめキュンフルーツ缶、CHIMO共演。
- 4月1日 - 大分ヒートデビルズの公式戦ハーフタイムにDEVILGIRLZと出演。(大分県立総合体育館)
- 4月8日 - 『鶴崎商工春祭り』『IDOL SUMMITvol.4～飛べ、ひめキュン！春風ツアー2012～』出演。
- 4月18日 - OBS『旬感!3ch』生放送出演。
- 4月21日 - パークプレイス大分センターステージにて『OITAパフォーマンスフェスティバル』に出演。
- 4月29日 - 『耶馬溪新緑まつり』出演。
- 5月3日 - 『第30回やまが温泉エビネ祭り』出演。
- 5月9日 - 『魁!音楽番付Eight』後藤亜美出演。
- 5月12日 - ひまわり園『ひまわり祭』出演。
- 5月19日 - 『第133回湯平温泉祭り』出演。
- 5月20日 - テレビ大分『スパーク オン ウェイヴ』の「Oh! My え〜らしあん」に後藤亜美出演。
- 5月20日 - 別府競輪GIII別府八湯ゆけむりカップ 特設会場ステージ出演。
- 6月9日 - 『山国ほたるまつり』出演。
- 6月25日 - Ustream配信番組ゲスト出演。野良レンジャーと共演。
- 7月1日 - 初の単独公演『The First Independent Live』開催。阿部華也子生誕祭。(BittsHALL)
- 7月8日 - しいたけフェスティバル(豊後大野市総合文化センター)出演。
- 7月15日 - JA夏の総合展示会(山香)出演。
- 7月16日 - OBSラジオ『ごごらくワイド』生出演。
- 7月28日 - OBS『かぼすタイム』『chocoっと』出演。『大分七夕まつり前夜祭』出演。
- 7月28日 - 『2012年全国干し椎茸振興大会』出演。(エイトピア大野)
- 7月29日 - 『第23回別保商工夏祭り』出演。(大分市森町)
- 8月4日 - 『第24回アンモナイトフェスティバル』(山口県美祢市)に出演。MMJ、QunQun共演。
- 8月12日 - 『アイドル交流決戦vol.5』出演。衛藤美彩・畠中清羅、CHIMO共演。
- 8月18日 - 『はさまこども夏祭り』出演。
- 8月25日 - 『TOTO夏まつり』出演。
- 8月26日 - TOSサマーカーニバル出演。24時間テレビ募金活動。
- 9月7日 - PULSE5にてライブ。
- 9月19日 - OBS『旬感!3ch』阿部華也子出演。
- 9月22日 - キャナルシティ博多にてライブ。Laoxで1日店長を務める。OAB『れじゃぐる』VTR出演。
- 9月30日 - 『アイドル交流決戦vol.6』出演。山口活性学園と共演。
- 10月14日 - 『第16回大在わっしょい』出演。
- 10月21日 - 芸短祭『大分県豪雨チャリティーライブ』(大分県立芸術短期大学)出演。
- 10月27日 - ハロウィンパーティー(BittsHALL)出演。Niimoと初共演。
- 10月28日 - おおいた人権フェスティバル2012『ハート&ハートinわっタン』出演。
- 11月4日 - パークプレイス大分にてライブ。イルミネーション点灯式。
- 11月9日 - 『ヘッドホン女子47』(ソニーマーケティング株式会社)大分県代表。
- 11月18日 - 『国東発信!がんばるで大分!!九州北部水害復興支援チャリティ商工会物産展』出演。
- 11月24日 - 『アイドル横丁祭りin小倉あるあるシティ』出演。
- 11月27日 - 第2弾シングル『ハピハピ♡ルンルン』発売。
- 12月16日 - 『港町だヨ!全員集合』(臼杵市大手門公園)出演。

### 2013年
- 1月2日 - OBS新春特別番組『お年玉ワイド2013』生中継に出演。
- 1月20日 - 『SPATIOデビュー1周年ファン感謝祭』カラオケLAGULAGUにて開催。
- 2月3日 - 『OAB大分ふるさとCM大賞』上映・審査会。大分市のCMに出演し「特別賞」受賞。
- 3月9日 - 『OITA街なか合同学園祭』(ガレリア竹町ドーム広場)出演。
- 3月17日 - Ustream配信番組『十三夜TV』出演。
- 3月30日 - 『あーみん卒業ライブ』(明日美容文化専門学校10F)
- 4月5日 - OAB『金様の鍵』放送。
- 4月6日 - 『第1回お城さくら祭り』出演。2期メンバー尾家愛佳、梶原永遠デビュー。
- 4月7日 - 『第38回吉四六祭り』、『第1回お城さくら祭り～2日目』に出演。
- 4月28日 - タワーレコード大分店1日店長を務める。『オオイタ・オタク・ユニオンvol.6』(CALTiaPARK)出演。
- 5月3日 - 『第31回やまが温泉エビネ祭り』出演。
- 5月12日 - Ustream配信番組『十三夜TV』公開収録。(Dining&Cafe LA LUCE80℃にて)
- 5月18日 - 『第134回湯平温泉祭り』出演(阿部華也子・後藤亜美・松永みらの)。
- 5月26日 - 『生誕祭&感謝祭Wでやっちゃうよ!』(太田シュテフィ・後藤亜美・尾家愛佳の生誕祭)
- 6月2日 - パークプレイス大分で単独ライブ。
- 6月16日 - 福岡のアイドルグループHRのわかば組公演にゲスト出演。
- 6月30日 - 『かやっち祭り』阿部華也子生誕祭。(CALTiaPARK)
- 7月21日 - キャナルシティ博多にて単独ライブ。
- 7月24日 - テレビ朝日系列『くりぃむクイズ ミラクル9』VTR出演。
- 7月28日 - 『第24回別保商工夏祭り』出演。(大分市森町)
- 8月2日 - 大分七夕祭り府内屋台村出演。Niimo、ぶれいず共演。
- 8月3日 - iPPOフェス『九州ご当地アイドルグランプリ』(佐賀県唐津市)出場。グランプリ獲得。
- 8月4日 - 『別府駐屯地納涼盆踊り大会』出演。
- 8月5日 - あまちゃんキャンペーンサポーター大分県代表に就任。
- 8月9日 - 研修生募集 夏休み大オーディション開催。
- 8月11日 - 『OitaAidチャリティーコンサート』出演。(大分文化会館)
- 8月17日 - 『ナツヤスミだよ夢ライブ2013』出演。(スカラエスパシオ)
- 8月31日 - 単独公演『ラストサマーライブ』(CALTiaPARK)
- 9月8日 - 『サンセットライブ2013』ステージ出演。(福岡県糸島市)
- 9月15日 - 井野辺ふれあい祭り 出演。
- 9月16日 - 『OBS感謝祭2013フードスタジアム』出演。（大分スポーツ公園総合競技場（大分銀行ドーム）)
- 9月22日 - 開局60周年記念番組『OBS60時間ラジオ』出演。Niimo共演。
- 9月29日 - 江藤産業グループ『どんと感謝大バザール』出演。（大分スポーツ公園総合競技場（大分銀行ドーム）)
- 10月12日 - バクステ外神田一丁目『つんつべ♂プレゼンツ!調子ブッコキ祭り2013秋』にゲスト出演。
- 10月14日 - 大分市中心市街地にぎわい創出実証実験イベント『スクランブル大作戦』出演。CHIMO、Niimo共演。
- 10月18日 - 全国あまちゃんマップ町おこしキャンペーンご当地自慢投稿数、全国1位。
- 10月26日 - 『Niimo1周年感謝ライブ』にゲスト出演(大分音楽館)。MKM-ZERO(宮崎)と共演。
- 10月27日 - 『モノノフの皆様、ようこそ別府へ』ワンマンライブ開催。(別府NEON)
- 11月2日 - 『みらぽ生誕祭&ファン感謝祭』開催。(別府NEON)
- 11月3日 - 『飯田地区農業祭』出演。3期メンバー廣瀬彩加デビュー。
- 11月9日 - 第3弾シングル『すれ違いスクールデイズ』全国発売。
- 11月9日 - 『第3弾CDリリース記念ライブinパークプレイス大分』。
- 12月1日 - 『星多祭りvol.1』出演。(熊本市Django)
- 12月5日 - NHK『国民総参加クイズSHOW! QB47』大分県代表として阿部華也子生出演。
- 12月11日 - 『杵築ライオンズクラブ』ライブ。(若栄屋)
- 12月15日 - 『かやっち卒業前ワンマンライブ&写真撮影会』。(the bridge)
- 12月23日 - 『ありがとう、かやっち!卒業ライブ』阿部華也子卒業公演。(CALTiaPARK)
- 12月24日 - 『べっぷクリスマスHANABIファンタジア』出演。Niimo共演。

### 2014年
- 1月2日 - OBS新春特別番組『お年玉ワイド2014』杉乃井ホテルアクアガーデンにて生中継ライブ。
- 1月4日 - OBSラジオ「大分県しらしんけんこたえるけん」出演。
- 1月5日 - OBSラジオ「健's Bar」(MC:首藤健二郎)ゲスト出演。
- 1月26日 - 『ゆめち生誕祭＆2周年感謝祭』(別府NEON)
- 2月1日 - CONKAお別れパーティー(the bridge)
- 2月23日 - 『別府駅B-Passage9周年生誕祭』出演。
- 3月2日 - 『みらぽ/あやぽん高校合格記念復活祭ライブ』開催。乙女の純情ゲスト出演。(別府NEON)
- 3月9日 - Jリーグ ディビジョン2 第2節「大分トリニータVSギラヴァンツ北九州」（大分スポーツ公園総合競技場（大分銀行ドーム）)にてトリニータ応援歌『We Love TRINITA』を披露。
- 3月16日 - 『別府競輪ファン感謝祭』出演。
- 3月21日 - 『平野里菜♥生誕祭!!乙女の純情ワンマンライブ』ゲスト出演。(福岡市天神 the voodoo lounge)
- 3月22日 - 『星多祭りvol.5』出演。(熊本市Drum Be-9)
- 3月30日 - 『Kyushu Idol Festa』出演。(小倉あるあるCity B1F)
- 4月5日 - 大分市内6駅開業100周年記念イベント(鶴崎駅前特設広場)
- 4月5日 - 大分ブレーブス20周年記念大会 懇親会(大分オアシスタワーホテル)
- 4月6日 - 『第100回別府八湯温泉まつり』出演。(別府NEON)
- 4月13日 - 『シュテフィ卒業ライブ』(明日香美容文化専門学校)
- 4月19日 - 『別府・春のオタク大宴会2014』出演。(別府北浜ホテルニューツルタ)
- 4月27日 - 『あやぽん生誕祭＆ファン感謝祭』(別府NEON)
- 5月4日 - 『ゆめ中津ミュージックフェスティバル』出演。(ゆめタウン中津)
- 5月5日- 『ご当地アイドル対決inゆめタウン』出演。QunQun共演。(ゆめタウン別府)
- 5月11日 - SPATIO専用劇場第1回公演『あみあみ・あいかりん生誕祭＆ファン感謝祭』(Tジョイパークプレイス大分シアター3)
- 5月24日 - 『第67回日田川開き観光祭』日田駅前ミュージックフェスティバル出演。
- 5月25日 - 『第67回日田川開き観光祭』駅前ステージ・水上ステージ(京町公園前)出演。QunQun共演。
- 6月1日 - 『あみあみ卒業前ライブ』(別府NEON)
- 6月15日- 『あみあみ卒業ライブ～ずっとキミを忘れない～』(明日香美容文化専門学校)
- 6月22日 - 別府溝部学園『第59回姫山祭』出演。4期メンバー河野友香プレデビュー。
- 6月29日 - Tジョイアイドルシアターvol.2『河野友香デビューライブ』
- 7月13日 - 『イオンモール三光スペシャルライブ』(中津市イオンモール三光)
- 7月21日 - 『SPATIO SUMMER LIVE』開催。D.O.D友情出演。(別府NEON)
- 7月26日 - 『九重“夢”大吊橋納涼フェスタ』『パークプレイス公園通り夏祭り』出演。
- 7月27日 - 『第25回別保商工夏祭り』出演。(大分市森町)
- 8月1日 - 大分七夕まつり府内屋台村ステージ出演。CHIMO、D.O.D共演。
- 8月2日 - 中津TOTO夏まつり出演。
- 8月22日 - OBS『Chocoっと』出演。
- 8月23日 - BUNNY♥KISS Presents「兎祭-2跳目-」day～night2部出演。
- 8月24日 - 『IDOL BRIDGE FES 2014』出演。CHIMO、ダイブッ!共演。(BittsHALL)
- 8月29日 - 『大分×鹿児島観光PRイベント』出演。S★UTHERN CROSS共演。(JR博多駅特設ステージ)
- 9月7日 - 『ほのぼのおおのラブLive～2014～』ステージ出演。(豊後大野市総合文化センター)
- 9月21日 - 『SPATIO LIVE＆写真撮影会』開催。ダイブッ!ゲスト出演。(別府NEON)
- 10月4日 - 『劇団マロキチ祭り』出演。(別府NEON)
- 10月11日 - 大分トヨタ・ネッツトヨタ東九州グループ合同感謝祭『第5回あっぱれ!大商談会』出演。（大分スポーツ公園総合競技場（大分銀行ドーム）)
- 11月1日 - 『アイドル交流決戦vol.13』CHIMO、S★UTHERN CROSS、ダイブッ!共演。(BittsHALL)
- 11月8日 - 『みらぽ生誕祭』開催。(別府NEON)
- 11月9日 - 『パピ♡ライブvol.8 inあるあるcity』出演。(小倉あるあるCityB1F)
- 12月7日 - OBSラジオ『ちょっぴり早いメリークリスマス』生出演＆生ライブ。(パークプレイス大分)
- 12月14日 - 『みらぽ卒業前ライブ＆ファン感謝祭』開催。(別府NEON)
- 12月20日 - 『みゅーじっくでぃすかばりーvol.9』出演。(BittsHALL)
- 12月24日 - 『べっぷクリスマスHanabiファンタジア2014』出演。Niimo、ダイブッ!共演。
- 12月25日 - 大分臨海ロータリークラブ年末家族親睦会(大分オアシスタワーホテル)
- 12月28日 - 『みらぽ卒業ライブ～3年間の感謝を込めて～』(明日香美容文化専門学校)

### 2015年
- 1月9日 - TOS『Toskeyのタネ』放送。
- 1月11日 - 『別府サブカル文化祭』出演。(別府タワー3F)
- 1月14日 - OBS『旬感!3ch』放送。
- 1月16日 - OBS『Chocoっと』放送。
- 1月25日 - 『ゆめち生誕祭』開催。5期メンバーデビュー。(別府NEON)
- 2月21日 - 『Kawaiian TV LIVE』2部出演。(小倉あるあるCity7FあるあるYY劇場)
- 2月28日 - 『大分県手をつなぐ育成会 本人活動セミナー』ゲスト出演。(コンパルホール3F)
- 3月1日 - 『LinQ LIVEHOUSE CIRQUIT 2015～LinQの「わ」拡大だ!大作戦‼～』ゲスト出演。(DRUM Be-0)
- 3月8日 - 『あやぽん卒業ライブ』(別府NEON)
- 3月21日 - 『オオイタ・ヒロガル・スマイル大作戦』(大分パルコ跡駐車場)
- 3月22日 - 『福岡Girls Storm』1部・2部出演。(INSA FUKUOKA)
- 3月29日 - 『ゆめちラスト＆あいかりん復活ファン感謝祭ライブ』開催。(別府NEON)
- 4月5日 - 『ゆうゆ生誕祭』開催。(別府NEON)
- 4月25日 - 大分駅ビルオープン記念イベント『ひらけ☆おおいた1万人のBIG BAND』出演。(JR大分駅北口駅前広場)
- 4月26日 - 『Kitakyushu Idol Festival vol.02』出演。(小倉あるあるCity)
- 5月3日 - 『第33回やまが温泉エビネ祭り』出演。
- 5月4日 - 『博多どんたく演舞台2015』2部・3部出演。(INSA FUKUOKA)
- 5月16日 - 『あいかりん＆あ～にゃ合同生誕祭ライブ』開催。(別府NEON)
- 5月31日 - 『ご当地アイドル交流決戦vol.15』出演。(BittsHALL)
- 6月14日 - 『あるあるインパクトinあるあるCity vol.7』出演。(小倉あるあるCity)
- 6月19日 - 大分みらい信用金庫「みらいしんきん同友会」ゲスト出演。
- 6月20日 - 別府溝部学園『第60回姫山祭』出演。
- 6月27日 - 『「アイドルあるあ～る!?」～躍動の6月あるあるCITY新ライブ感動祭～』出演。(小倉あるあるCity B1F)
- 6月28日 - 『あいかりん卒業前ライブ』開催。S★UTHERN CROSSゲスト出演。(別府NEON)
- 7月4日 - ネパール大地震復興支援イベント『プロジェクト大分ネパール』参加。(大分駅南口)
- 7月4日 - 全国産業廃棄物連合会青年部協議会九州ブロック懇親会ゲスト出演。(大分オアシスタワーホテル)
- 7月5日 - 『あいかりん卒業ライブ』開催。(別府NEON)
- 7月7日 - OBS『イブニングニュース』放送。
- 7月12日 - 『あるあるインパクトvol.8』出演。(小倉あるあるCityB1F)
- 7月15日 - OBS『いいやん!大分』放送。
- 7月18日 - 「オオイタ・鶏ビアン」オープニングセレモニー出演。(ガレリア竹町ドーム広場)
- 7月18日 - 『りーやん生誕祭』開催。(別府NEON)
- 7月25日 - 『夏休みだよ!九重“夢”大吊橋納涼フェスタ』出演。高畠祈莉デビュー。
- 7月26日 - 『第26回別保商工夏祭り』出演。(大分市森町)
- 8月2日 - 溝部学園創立70周年記念「溝部学園フェスタ」出演。(ホルトホール大分)
- 8月7日 - 大分七夕まつり「府内屋台村」出演。(府内アクアパーク)
- 8月8日 - 大分七夕まつり2日目『好きっちゃ!とり天』披露。(トキハ本店前スクランブル交差点)
- 8月9日 - 『アイドル☆レボリューション～日本列島で織り成すオ-エ-オ-!in福岡～』出演。(福岡BEAT STATION)
- 8月12日 - 日本プロ野球パシフィック・リーグ公式戦「福岡ソフトバンクホークスVSオリックス・バファローズ」にて『好きっちゃ!とり天』を披露。(ヤフオクドーム)
- 8月14日 - 『IDOL BEST-23』『IDOL BEST-24』出演。(山口県K:TRACK)
- 8月16日 - 『あるあるいんぱくとvol.9』出演。(あるあるCityB1F)
- 8月22日 - 『浴衣DE真夏のファン感謝祭』開催。(日豊タクシー本社3F)
- 8月23日 - オオイタ・鶏ビアン「とりパク第1弾」ステージ出演。(大分駅北口広場)
- 9月5日 - OBSテレビ『かぼすタイム』放送。
- 9月6日 - 『ひなみん生誕祭』開催。PEAKLゲスト出演。(別府NEON)
- 9月12日 - 「スライド・ザ・シティ・ジャパン別府」参加(別府市富士見通り)。TOS『ハロー大分』生中継出演。
- 9月13日 - Jリーグ ディビジョン2 第31節「大分トリニータVSロアッソ熊本」（大分スポーツ公園総合競技場（大分銀行ドーム）)にて『We Love TRINITA』を披露。
- 9月21日 - 『IDOLidge 1000-アイドリッジワンサウザンド-』出演。(表参道GROUND)
- 9月21日 - 『IDOLidge-アイドリッジ-＠表参道GROUND』出演。(表参道GROUND)
- 9月22日 - 『Twin Box FUJISAN 2015』出演。(山中湖交流プラザ・「きらら」)
- 9月23日 - 『IDOLidge presents～ワンコインBOMBER!!』出演。(渋谷TSUTAYA O-Crest)
- 9月23日 - 『IDOLidge presents～ワンコインBOMBER!!』出演。(渋谷RUIDO K2)
- 10月3日 - 『熊本CLEAR’S工藤ひかり聖誕祭「いつまでも子供じゃないもん!!!」』出演。(熊本市 とらい★あんぐる)
- 10月11日 - 『theGALAXY☆LIVE 第4惑星』出演。(広島市中区STUDIO MAPLE)
- 10月18日 - 『第15回きつき自動車学校セーフティフェスタ』出演。(大分県杵築市日野)
- 10月24日 - 『秋だよ！九重"夢"大吊橋紅葉フェスタ』出演。(大分県玖珠郡九重町)
- 10月25日 - 『九州アイドルサミット+inいいづか街道祭り』出演。(福岡県飯塚市本町)
- 10月25日 - 『九州アイドルサミット+in飯塚セントラルホール』出演。(飯塚セントラルホール)
- 10月31日 - 『大分大学学園祭/ドル研アイドルラジオ公開生収録』出演。模擬店1日店長。(大分大学構内)
- 11月1日 - 『ハロウィンライブ＆写真撮影会』開催。熊本CLEAR'Sゲスト出演。(別府NEON)
- 11月8日 - 『DANCE DANCE EVOLUTION』出演。(福岡天神VIVRE HALL)
- 11月14日 - 『第11回大野川合戦まつり』出演。(大南大橋下河川敷)
- 11月21日 - りべるて主催『トゥール・モンド・レジュイッサンスvol.3』出演。(熊本V4STUDIO)
- 12月6日 - 『パピライブvol.21中尾優希生誕祭』出演。(小倉あるあるCityB1F)
- 12月20日 - 『アイドル達のクリスマスパーティー』出演。(山口県K:TRACK)
- 12月23日 - 『クリスマスワンマンライブ』開催。(別府NEON)

### 2016年
- 1月9日 - 『「IDOL Carnivar in MATSUYAMA vol.1」～day～』出演(松山サロンキティ)。
- 1月9日 - 『「IDOL Carnivar in MATSUYAMA vol.1」～night～』出演(松山サロンキティ)。
- 1月10日 - 『「IDOL Carnivar in KAGAWA vol.2」～day～』出演。(高松市cafe&lounge swagg)
- 1月10日 - 『「IDOL Carnivar in KAGAWA vol.2」～night～』出演。(高松市cafe&lounge swagg)
- 1月17日 - 『We Are サンゼロ団-DX vol.33』出演。(山口県K:TRACK)
- 1月17日 - 『絶叫-PERSON-/礎ノ巻/第三章』出演。(山口県K:TRACK)
- 1月24日 - 『4周年記念ライブ＆りーやんラストライブ』開催。(別府NEON)
- 1月30日 - 『第24回サウンズコンテスト』ゲスト出演。(ホルトホール大分小ホール)
- 1月30日 - 『O.O.U！FINAL』出演。(BittsHALL)
- 2月13日 - 『宝のまち・豊後FUNAI芸術祭』出演。(ガレリア竹町ドーム広場)
- 2月14日 - 『バレンタインライブ』開催。熊本CLEAR'Sゲスト出演。(別府NEON)
- 2月28日 - 『ゆうゆ生誕祭』開催。(別府NEON)
- 3月6日 - 『We Are サンゼロ団-DX vol.37』出演。(山口県K:TRACK)
- 3月6日 - 『We Are サンゼロ団-DX vol.38』出演。(山口県K:TRACK)
- 3月13日 - J3リーグ第1節「大分トリニータVSAC長野パルセイロ」にて『Get Chance!TRINITA』を披露。(大分スポーツ公園総合競技場（大分銀行ドーム）)
- 3月19日 - 『おおいた駅前スプリングフェスタ』出演。(大分駅前広場)
- 3月20日 - 『アイドルRUSH!!～DAY～part72-West☆Girls初のオリジナル曲初お披露目&CD発売-』出演。(日本橋Pollux Theater)
- 3月20日 - 『アイドルRUSH!!～NIGHT～part72-なーみ、あいるる生誕祭！コスでハッピーバースデー！-』出演。(日本橋Pollux Theater)
- 3月21日 - 『絶対聖域～Sanctuary～』出演。(日本橋wktk THEATRE)
- 3月27日 - 『SPATIO VS Tick☆tikガチで対バンライブ』開催。(別府NEON)
- 4月2日 - 『ぽん☆ぱ☆DOLL1周年記念＆解散ライブ』ゲスト出演。(山口県K:TRACK)
- 4月9日 - 『IDOL Carnivar in KOCHI Vol.1』出演。(高知CARAVAN SARY)
- 4月10日 - 『IDOL Carnivar in MATSUYAMA Vol.2』出演。(松山サロンキティ)
- 4月23日 - 『IDO-LIVE!!mode.Fukuoka』出演。(福岡Queblick)
- 4月24日 - 『IDO-LIVE!!mode.Kokura』出演。(小倉FUSE)
- 5月1日 - 『SUPER GIRLS REVOLUTION.22』出演。(WEATHER KING MIYAZAKI)
- 5月3日 - 『福岡アイドルどんたく祭り2016』出演。(天神VIVRE HALL)
- 5月4日 - 『第40回ひろしまフラワーフェスティバル』ポピーステージ出演。(紙屋町シャレオ)
- 5月4日 - 『TOKYO IDOL FESTIVAL 2016 LOVES❤HIROSHIMA』出演。(広島JMSアステールプラザ)
- 5月5日 - 『第40回ひろしまフラワーフェスティバル』ココナツステージ出演。(マリーナホップ)
- 5月5日 - 『TOKYO IDOL FESTIVAL 2016 LOVES❤HIROSHIMA』出演。(広島JMSアステールプラザ)
- 5月7日 - 『ガチで対バンライブ第3弾 異種格闘篇』開催。絶叫する60度共演。(大分音楽館)
- 5月21日 - 『週末ライブinセントポルタ』出演。(セントポルタ中央町)
- 5月22日 - 『Girls And Boys Attractive Institute #15』出演。(佐賀RAG-G)
- 5月29日 - 『あーにゃ生誕祭』開催。(別府NEON)
- 6月5日 - 『頑張ろう！熊本大分SPATIOスペシャルライブ』出演。(キャナルシティ博多)
- 6月17日 - OBSテレビ『ミタイケン』放送。
- 6月19日 - 『SPATIO Jr.デビューライブ』開催。7期生(那賀桜・河野ほのか・安部瑞希)デビュー。(別府NEON)
- 6月19日 - 『ゆうゆ あーにゃ卒業ライブ』開催。(別府NEON)
- 6月26日 - 『パピスマ☆2 錦戸彩夏3周年記念LIVE』出演。(飯塚セントラルホール)
- 7月3日 - 『SCREAM.1』『SCREAM.2』出演。(山口県K:TRACK)
- 7月10日 - 『ガチで対バンライブ第4弾 高速が繋ぐ輪篇』開催。30POSSE、オレンジみるふぃ～ゆ、MKM-ZEROゲスト出演。(別府NEON)
- 7月15日 - 『サブカルチャーコレクション-OITA fashion show-』出演。(club FREEDOM)
- 7月23日 - 『第47回 明野まつり』出演。(あけのアクロスタウン)
- 7月24日 - 『夏休みだよ!九重“夢”大吊橋納涼フェスタ』出演。(中村エリア駐車場)
- 7月29日 - 『Slide the City in 別府 2016』出演。TOS「ゆ～わくワイド」生出演。(別府公園特設ステージ)
- 7月30日 - 『Slide the City in 別府 2016』出演。TOS「ハロー大分」生出演。(別府公園特設ステージ)
- 7月30日 - 『第32回宮川内ハイランド夏祭り』出演。
- 7月31日 - 『第27回別保商工夏祭り』出演。
- 8月5日 - 第35回大分七夕まつり『ふない水辺の屋台村』ステージ出演。(府内アクアパーク)
- 8月6日 - 第35回大分七夕まつり『ふない水辺の屋台村』ステージ出演。(府内アクアパーク)
- 8月7日 - HMVプレゼンツCDリリース記念ライブ。(パークプレイス大分)
- 8月7日 - OBSラジオ「もっとあなたと！COLORFUL PALETTE」生出演。(スタジオサラン)
- 8月8日 - 新星堂プレゼンツCDリリース記念ライブinキャナルシティ博多。
- 8月14日 - FMわっしょい「アイドルさんいらっしゃい！」公開生放送出演。(ルルサス防府)
- 8月14日 - 『IDOL BEST-83』『IDOL BEST-84』出演。(山口県K:TRACK)
- 8月15日 - FMわっしょい「地域と音楽の活性プロジェクトINルルサス防府」公開生放送、ミニライブ出演。
- 8月15日 - 『IDOL BEST-85 アイドル夏祭り』出演。(山口県K:TRACK)
- 8月20日 - 『ミナミアイドルフェスティバル8.20トーク＆口パクLiveSP』出演。(YES THEATERエントランス)
- 8月20日 - 『アイドルRUSH!!～番外編～-Re:birth(ナツミ、きみちゃん)零code(みかぱん)生誕祭-』出演。(日本橋Pollux Theater)
- 8月20日 - 『ミナミアイドルフェスティバル8.20本編』出演。(YES THEATER地下劇場)
- 8月21日 - 『アイドルRUSH!!〜DAY〜part96-puremii/茉夏＆りりさ合同誕生祭-』出演。(日本橋Pollux Theater)
- 8月21日 - 『アイドルRUSH!!〜NIGHT〜part96-おかえり中尾真子(大阪CLEAR'S)-』出演。(日本橋Pollux Theater)
- 8月28日 - 『いのりん生誕祭』開催。(別府NEON)
- 9月3日 - 『IDOLidge FUKUOKA@あるあるCity』1部･2部出演。(小倉あるあるCity)
- 9月11日 - 『ベルスパ大分ハーフタイムショー』出演。(大分市営陸上競技場)
- 9月17日 - 『西口プロレスハーフタイムショー』出演。(別府ビーコンプラザ)
- 9月18日 - 『ガチで対バンライブ第5弾 ピュアアイドル篇』開催。いちご姫、四色定理ゲスト出演。(大分音楽館)
- 9月24日 - 『ひなみん生誕祭』開催。熊本CLEAR'Sゲスト出演。(別府NEON)
- 10月1日 - 『週末ライブinセントポルタ』出演。(セントポルタ中央町)
- 10月10日 - 『IDOL BEST-87』『IDOL BEST-88』出演。(山口県K:TRACK)
- 10月16日 - 『ジャパンラグビートップリーグ2016-2017』出演。(大分スポーツ公園総合競技場（大分銀行ドーム）)
- 10月16日 - 『OBSラジオ歌うまグランプリNo1決定戦』出演。(ガレリア竹町ドーム広場外特設ステージ)
- 10月22日 - 『第10回九州まんさいステージ』出演。(鳥栖本通筋商店街)
- 10月23日 - 『ハロウィンライブ＆写真撮影会』開催。(別府NEON)
- 11月13日 - 『パピスマ☆5』出演。(飯塚セントラルホール)
- 11月19日 - 『Camdy Oita I LOVE DANCE vol.1』出演。(コンパルホール)
- 11月23日 - 『ずっきー生誕祭』開催。(別府NEON)
- 12月11日 - 『熊本CLEAR'S 3rd Anniversary』出演。(熊本Django)
- 12月23日 - 『クリスマス対バンライブ さよならいちご姫解散前ラストライブ』開催。いちご姫、熊本CLEAR'Sゲスト出演。(大分音楽館)
- 12月24日 - 『ミューミュー学園芸能科#38』テレビ電話出演。
- 12月25日 - 『IDOL BEST-93』『IDOL BEST-94』出演。(山口県K:TRACK)

### 2017年
- 1月7日 - 『IDOL PARADISE 新春SP 前夜祭！』出演。(高松MONSTERScafe)
- 1月8日 - 『IDOL PARADISE 新春SP 』出演。(高松MONSTERScafe)
- 1月14日 - 『OCT「もぎたて情報局」』生出演。(ホルトホール大分スタジオ)
- 1月15日 - 『HMVプレゼンツ5周年記念ライブ』開催。(パークプレイス大分)
- 1月21日 - 『熊本CLEAR'S 三つ巴七番勝負』出演。(熊本とらいあんぐる)
- 1月28日 - 『SPATIO5周年記念ファン感謝祭企画 ボウリング大会＆焼肉オフ会』開催。(タワーボウル稙田店)
- 1月28日 - 『SPATIO5周年記念ファン感謝祭企画 ボウリング大会＆焼肉オフ会』開催。(焼肉なべしま稙田店)
- 1月29日 - 『あるあるインパクトinあるあるCity Vol.22』出演。(小倉あるあるCity)
- 2月4日 - 『宝のまち・豊後FUNAI芸術祭』出演。(ガレリア竹町ドーム広場特設ステージ)
- 2月12日 - 『IDOL BEST-Valentine Day』『IDOL BEST-Valentine Night』出演。(山口県K:TRACK)
- 2月19日 - 『パピスマ☆8』出演。(飯塚セントラルホール)
- 2月25日 - 『OCT「もぎたて情報局」』生出演。(ホルトホール大分スタジオ)
- 2月26日 - 『ガチで対バンライブ第7弾 異種格闘篇』開催。いちご姫ファースト＆スリーズ、BIЯTH、PinkySkyゲスト出演。(大分音楽館)
- 3月11日 - 『ミューミュー学園芸能科#48』テレビ電話出演。
- 3月19日 - 『パピ♡ライブ  vol.40 咲井綾音生誕祭』出演。(小倉あるあるCity)
- 3月20日 - 『Girls And Boys Attractive Institute #25』出演。(佐賀RockRide)
- 3月25日 - 『さくちゃん生誕祭 豪華ゲストが大集合！』開催。30POSSE、オレンジみるふぃ～ゆ、熊本CLEAR'S、Chimoゲスト出演。(大分音楽館)
- 3月30日 - 『レナのアイドル図鑑バニラ味#13』電話出演。
- 4月2日 - 『8期生デビューワンマンライブ』開催。8期生(後藤咲香・磯野蘭夢)デビュー。(別府NEON)
- 4月8日 - 『初福岡ワンマンライブin天神ポケット』出演。(天神ポケット)
- 4月15日 - 『アミュプラザおおいた2ndANNIVERSARY～とどけ、大分の元気～とどけ2017』出演。(ガレリア竹町ドーム広場)
- 4月15日 - 『アミュプラザおおいた2ndANNIVERSARY～とどけ、大分の元気～とどけ2017』出演。(大分駅府内中央広場)
- 4月16日 - 『勇往邁進Vol.2熊本地震復興イベント』出演。那賀桜 最終出演。(Restauant＆LiveBar CIB)
- 4月23日 - 『パピスマ☆10 10回記念全アイドルフリーファッションショー』出演。(飯塚セントラルホール)
- 4月30日 - 『九州アイドルフェスタvol2』出演。(ガスホール)
- 5月3日 - 『博多アイドルどんたく祭り2部』出演。(Music Space B-THREE)
- 5月3日 - 『博多アイドルどんたく祭り3部』出演。(INSA)
- 5月4日 - 『博多アイドルどんたく祭り1部』出演。(天神 VIVRE HALL)
- 5月4日 - 『博多アイドルどんたく祭り2部』出演。(Music Space B-THREE)
- 5月4日 - 『博多アイドルどんたく祭り3部』出演。(Music Space B-THREE)
- 5月13日 - 『ガチで対バンライブ第8弾 異種格闘篇』開催。BIЯTH、熊本CLEAR'Sゲスト出演。(大分音楽館)
- 5月21日 - 『THE REAL KYUSHU FRESH STAGE』出演。(スカラエスパシオ)
- 5月21日 - 『THE REAL KYUSHU MAIN STAGE』出演。(スカラエスパシオ)
- 5月28日 - 『Idolce #45』出演。(Music Space B-THREE)
- 6月4日 - 『アイドルMagic 北九州大集合！』出演。(小倉WOW)
- 6月10日 - 『あるあるアイドル大集合!~2017 vol.2~ 』出演。(小倉あるあるCity)
- 6月11日 - 『父の日直前SPATIOスペシャルライブ』開催。(パークプレイス大分)
- 6月17日 - 『週末ライブinセントポルタ』出演。(セントポルタ中央町)
- 6月18日 - 『いのりん生誕祭』開催。空想モーメントゲスト出演。(別府NEON)
- 6月24日 - 『勇往邁進Vol.3』出演。(熊本Django)
- 6月25日 - 『Girls And Boys Attractive Institute #27』出演。(佐賀RAG-G)
- 7月2日 - 『ガチで対バンライブ第9弾』開催。すずたん、S.K.K、えくれあエクレット、Niimoゲスト出演。(大分音楽館)
- 7月8日 - 『きゅーアイ的な歌祭Vol.17 1部2部』出演。(天神ポケット)
- 7月16日 - 『パピ♡ライブ Vol.49 Shion 生誕祭』出演。(小倉あるあるCity)
- 7月16日 - 『放課後リミテッド1周年すぺしゃる！』出演。(小倉WOW)
- 7月17日 - 『ADD VALUE MUSIC Vol.83 1部2部』出演。(赤煉瓦ホール)
- 7月22日 - 『第48回 明野まつり』出演。(あけのアクロスタウン)
- 7月23日 - 『夏休みだよ!九重“夢”大吊橋納涼フェスタ』出演。(中村エリア駐車場)
- 7月29日 - 『第28回鶴海納涼祭り』出演。(鶴海本社駐車場)
- 7月30日 - 『第28回別保商工夏祭り』出演。
- 8月5日 -  第36回大分七夕まつり『ふない水辺の屋台村』ステージ出演。(府内アクアパーク)
- 8月6日 -  『「IDOLFILEVol.04」発売記念 KYUSYUIDOLQUEEN2017 トークショー＆サイン会』出演。(HMV&BOOKS HAKATA)
- 8月6日 -  『「IDOLFILEVol.04」発売記念 KYUSYUIDOLQUEEN2017 トークショー＆サイン会』出演。(タワーレコード福岡パルコ店)
- 8月11日 - 『2017大分トリニータ後援会DAY』出演。(大分スポーツ公園総合競技場（大分銀行ドーム）)
- 8月12日 - 『This is IDOL 1部』出演。(TwinBoxAKIHABARA)
- 8月12日 - 『アイドルスポッティングVol.11 with AbemaTV』出演。(YOKOHAMA O-site)
- 8月13日 - 『GIRLS MUSIC SQUARE@asia ～昼の部～』出演。(渋谷clubasia)
- 8月13日 - 『GIRLS MUSIC SQUARE@asia ～夜の部～』出演。(渋谷clubasia)
- 8月14日 - 『渋谷 TRIPLESUMMERDAY SinGlad vol.1-1』出演。(渋谷Glad)
- 8月14日 - 『SHIBUYA SONIC SEVEN vol.10』出演。(渋谷TSUTAYAo-nest)
- 8月14日 - 『アイドル盆踊り』出演。(SHIBUYA DESEO)
- 8月15日 - 『GIRLS INFINITY Tuesday～お盆SP!!～』出演。(TwinBoxAKIHABARA)
- 8月15日 - 『渋谷 TRIPLESUMMERDAY SinGlad vol.1-2』出演。(渋谷Glad)
- 8月20日 - 『さあや生誕祭』開催。究極少女カラット、S.K.K、BIЯTHゲスト出演。(大分音楽館)
- 8月26日 - 『ひなみん休止前 夏のファン感謝祭』開催。(日豊タクシー本社3F)
- 8月27日 - 『あるある夏祭り総集編 浴衣祭り』出演。(小倉あるあるCity)
- 9月3日 -  『ADD VALUE MUSIC Vol.91 1部2部』出演。(小倉Cheerz)
- 9月9日 -  『週末ライブinセントポルタ』出演。(セントポルタ中央町)
- 9月10日 - 『パピスマ☆14』出演。(飯塚セントラルホール)
- 9月18日 - 『IDOL PARADISE@MATSUYAMA 1部2部』出演。(松山サロンキティ)
- 9月24日 - 『つるみ豊魚祭2017』出演。(鶴見市場)
- 9月30日 - 『U.M.U アワード九州エリア大会』出演。(the voodoo lounge)
- 10月9日 - 『THE REAL KYUSHU 1部2部』出演。(スカラエスパシオ)
- 10月14日 -『第2回おおいた食と暮らしの祭典 大分ご当地アイドル大集合in若草公園ステージ』出演。(若草公園野外ステージ)
- 10月15日 -『Girls And Boys Attractive Institute #31 GABAI 3RD ANNIVERSARY』出演。(佐賀RAG-G)
- 10月28日 -『Girls Halloween Party in FUKUOKA 夜』出演。(福岡INSA)
- 10月29日 -『「KYUSYU IDOL FILE」ハロウィンスペシャル』出演。(天神EarlyBelievers)
- 11月3日 - 『9期生デビューワンマンライブ＆ハロウィンコスプレ撮影会』開催。9期生(渡辺梨子・松本奈々)デビュー。後藤咲香 最終出演。(大分音楽館)
- 11月4日 - 『カローラ大分オレンジフェスタ』出演。(カローラ大分本店)
- 11月11日 -『青SHUN学園 秋フェス☆福岡で織り成すオーエーオー!!』出演。(大野城BARKUP)
- 11月12日 -『秋サーキット☆福岡で織り成すオーエーオー!!～インストア編～』出演。(タワーレコード福岡パルコ店)
- 11月12日 -『秋サーキット☆福岡で織り成すオーエーオー!!～インストア編～』出演。(HMV&BOOKS HAKATA)
- 11月26日 -『萌えサミット7 萌えドルフェス』出演。(周南RISINGHALL)
- 12月2日 - 『パークプレイス大分クリスマスライブ』開催。(パークプレイス大分)
- 12月2日 - 『OBSラジオ もっとあなたと！COLORFUL PALETTE』出演。(パークプレイス大分)
- 12月9日 - 『アイドルなSaturdayでGO! GO! GO! 1部2部』出演。(小倉Cheerz)
- 12月10日 -『Girls And Boys Attractive Institute #33』出演。(佐賀RAG-G)
- 12月16日 -『県歯科医師会懇親会』出演。(ダイニングレストラン Comono座)
- 12月17日 -『「KYUSYU IDOL FILE」IDOLFILE 発売記念ライブ』出演。(Livehouse&Club PEACE)
- 12月24日 -『6周年記念クリスマスワンマンライブ』開催。(大分音楽館)

### 2018年
- 1月6日 - 『IDOL PARADISE 新春SP 前夜祭！』出演。(高松MONSTERScafe)
- 1月7日 - 『IDOL PARADISE 新春SP 』出演。(高松MONSTERScafe)
- 1月14日 - 『パピ♡ライブ vol.56 もち投げ祭り 謹賀新年 あるある始め』出演。(小倉あるあるCity)
- 1月21日 - 『IDOL BEST.100』『IDOL BEST.101』出演。(山口県K:TRACK)
- 1月27日 - 『Cherish 定期公演 2nd～白い夜～』出演。(ベイサイド博多ベイサイドステージ)
- 1月28日 - 『6周年記念ファン感謝祭』開催。(コンパルホール)
- 2月3日 - 『カローラ大分オレンジフェスタ』出演。(カローラ大分本店)
- 2月4日 - 『パークプレイス大分 バレンタインライブ』開催。(パークプレイス大分)
- 2月4日 - 『OBSラジオ もっとあなたと！COLORFUL PALETTE』出演。(パークプレイス大分)
- 2月10日 - 『バレンタイン対バンライブ』開催。ショコラ★ほいっぷ、えくれあエクレット、究極少女カラット、S.K.Kゲスト出演。(大分音楽館)
- 2月11日 - 『Chimotion!』出演。(T.O.P.S BittsHALL)
- 2月18日 - 『パピスマ☆17 飯塚ラストパピスマ』出演。(飯塚セントラル劇場)
- 2月25日 - 『絢月このね卒業LIVE～新世界へ!新たなるRe-start～』出演。(下関シーモールシアター)
- 3月4日 -『ひなみん卒業ライブ』開催。(大分音楽館)
- 3月18日 - 『ご当地アイドルLIVE』出演。(小倉コロナワールド)
- 3月25日 - 『K:TRACK4周年記念ライブ』出演。(山口県K:TRACK)
- 3月31日  - 『きゅーアイ的な春祭り』出演。(天神ポケット)
- 4月8日 - 『九州アイドルフェスタvol3』出演。(ガスホール)
- 4月14日 - 『パークプレイス大分 春爛漫SPATIOライブ』開催。福岡Flavorゲスト出演。(パークプレイス大分)
- 4月15日 - 『なぁちゃん生誕祭』開催。ショコラ★ほいっぷゲスト出演。(大分音楽館)
- 4月22日 - 『パピスマ☆18』出演。(ベイサイド博多ベイサイドステージ)
- 4月28日 - 『春の大撮影会』開催。(パークプレイス大分公園通り芝生広場)
- 5月3日 - 『IDOL FILE IN OSAKA』出演。(心斎橋SUNHALL)
- 5月3日 - 『アイドルRUSH!!〜NIGHT〜part184』出演。(日本橋Pollux Theater)
- 5月4日 - 『IDOL FILE IN OSAKA』出演。(心斎橋SUNHALL)
- 5月4日 - 『OSAKA GIRLS LIVE 2018初夏 1部 2部』出演。(大阪RUIDO)
- 5月13日 - 『九州アイドルプロデューサー会議』出演。(天神 VIVRE HALL)
- 5月20日 -『Girls And Boys Attractive Institute #38』出演。(佐賀RAG-G)
- 5月26日 -『青春ワンダーランドアイドルフェス本祭』出演。(大野城BARKUP)
- 5月27日 -『キジマぽぷかるフェスタ』出演。(城島高原パーク)
- 5月27日 - 『きゅーアイ的な歌祭り』出演。(天神ポケット)
- 6月3日 - 『Chimo 11周年記念LIVE & あーちゃん生誕祭』出演。(T.O.P.S BittsHALL)
- 6月10日 - 『SPATIO KIDS & 研修生 顔見世撮影会』開催。(西大分かんたん港園)
- 5月13日 - 『九州アイドルプロデューサー会議』出演。(天神 VIVRE HALL)
- 6月20日 - 『別府溝部学園 第63回姫山祭』出演。
- 6月17日 - 『パピ♡ライブ Vol.63 虹菜砂羽 生誕祭』出演。(ベイサイド博多ベイサイドステージ)
- 6月23日 - 『パークプレイス大分 夏を先取り！アーリーサマーアイドルライブ』開催。えくれあエクレット、究極少女カラットゲスト出演。(パークプレイス大分)
- 6月24日 - 『いのりん生誕祭』開催。究極少女カラット、ショコラ★ほいっぷ、Chimo、Niimoゲスト出演。(大分音楽館)
- 6月30日 - 『IDOL ISM #22』出演。(Live Cafe Seventh Heaven)
- 7月8日 - 『パピ♡ライブ Vol.65 太齋陽菜 生誕祭』出演。(ベイサイド博多ベイサイドステージ)
- 7月14日 - 『馬刺し VS 鶏天 VS 豚カツ 満腹ライブ!』出演。(Speed King)
- 7月14日 - 『黒川温泉 VS 別府温泉 VS 指宿温泉 湯けむりライブ!』出演。(Speed King)
- 7月16日 - 『九州アイドル PUSH UP MUSIC!! 100回記念突破SP』出演。(天神ポケット)
- 7月22日 - 『夏休みだよ!九重“夢”大吊橋納涼フェスタ』出演。SPATIO KIDSデビュー。(中村エリア駐車場)
- 7月28日 - 『第49回明野まつり』出演。(あけのアクロスタウン)
- 7月28日 - 『第29回鶴海納涼祭り』出演。(鶴海本社駐車場)
- 8月5日 - 『パークプレイス大分 夏休みアイドルライブ』開催。佐賀乙女みゅー★スターゲスト出演。(パークプレイス大分)
- 8月11日 - 『真夏の浴衣撮影会＆ＢＢＱパーティー』開催。(高尾山自然公園)
- 8月12日 - 『jubilee jubilee 定期ライブ vol.7』出演。(米子 AZTiC laughs)
- 8月13日 - 『桜物語 第十七、十八章』出演。(山口県K:TRACK)
- 8月18日 - 『第5回おおざい納涼夜市』出演。(大在公園グラウンド)
- 8月19日 - 『Chimo 11周年記念LIVE Vol.2』出演。(T.O.P.S BittsHALL)
- 8月25日 - 『大分トリニータ後援会デー』出演。(大銀ドーム西口ホワイエ階段ステージ)
- 8月26日 - 『ラストサマー対バン＆10期生ひなぴデビューライブ』開催。究極少女カラット、きよきさくらのごとく。、Niimoゲスト出演。(大分音楽館)
- 9月1日 -『別府鶴見丘高校鶴嶺会懇親会』出演。(別府国際コンベンションセンターレセプションホール)
- 9月9日 - 『IDOL ISM #25』出演。SPATIO KIDS 初遠征(久留米 Live Cafe Seventh Heaven)
- 9月15日 - 『やまぐちミュージックフェスティバル』出演。(下関シーモールホール)
- 9月17日 - 『パピ♡ライブ vol.68 日野葵生誕祭』出演。(小倉あるあるCity)
- 9月22日 -『萌えサミット8 3days』出演。(山口ゆめ花博)
- 9月24日 - 『パピ♡ライブ vol.69 SAORI生誕祭』出演。(小倉あるあるCity)
- 10月7日 -『おおざいワッショイ』KIDSのみ出演。(大在駅前通り特設広場)
- 10月14日 - 『秋盛り対バンライブ』開催。Eri、えくれあエクレット、LuCifeR、ONE SCENEゲスト出演。(大分音楽館)
- 10月20日 -『MOMOHA×RION 1st Anniversary』KIDSのみ出演。(佐賀 G-COLLECTION)
- 10月20日 -『Girls And Boys Attractive Institute #41』KIDSのみ出演。(SAGA Rock Ride)
- 10月21日 - 『パピサイドプレイス Vol.15』出演。(ベイサイド博多ベイサイドステージ)
- 10月27日 - 『Music Park vol.1』出演。(宮崎 SR-BOX)
- 10月28日 - 『大分ご当地アイドル大集結！ ハロウィン対バンライブ』開催。Chimo、Niimoゲスト出演。(大分音楽館)
- 11月3日 - 『桜物語 第二十五、二十六章』出演。(山口県K:TRACK)
- 11月4日 - 『きんさい！みんさい！狐魂祭！』出演。(広島ミスカラ舟入店)
- 11月10日 - 『秋の大撮影会』開催。(パークプレイス大分公園通り芝生広場)
- 11月11日 - 『ショコラ★ほいっぷ 佐々木りの生誕イベント』出演。(小倉ウィッピングポスト)
- 11月17日 - 『パークプレイス大分 秋盛りアイドルライブ』開催。佐賀乙女みゅー★スター、究極少女カラットゲスト出演。(パークプレイス大分)
- 11月23日 - 『IDOL ISM #30』出演。(久留米 Live Cafe Seventh Heaven)
- 12月1日 - 『RoaR 星野ぽちこ生誕祭』出演。(小倉あるあるCity)
- 12月2日 - 『OBSラジオ公開生放送「ちょっぴり早いメリークリスマス」』出演。(パークプレイス大分)
- 12月9日 - 『きゅーアイ的な歌祭りスペシャル』出演。(天神ポケット)
- 12月16日 -『LuCifeR Xmas Party 2018』出演。(佐賀 G-COLLECTION)
- 12月23日 - 『パピサイドプレイス Vol.21 メリクリイブ サンタコスSP』出演。(ベイサイド博多ベイサイドステージ)
- 12月24日 - 『Chimo Niimo SPATIO クリスマスライブ』出演。(大分音楽館)
- 12月25日 - 『パークプレイス大分  クリスマスアイドルライブ』開催。(パークプレイス大分)
- 12月29日 - 『アイドルライブ大忘年会』出演。(BARKUP FUKUOKA)(ベイサイド博多ベイサイドステージ)
- 12月30日 - 『平成最後の年末☆今年もありがとう感謝 SP LIVE』出演。(INSA FUKUOKA)

### 2019年
- 1月5日 - 『GOLDEN MANIAXXX!!! Second Season Vol.4』出演(松山サロンキティ)。
- 1月13日 - 『Idol is Burning 2019 "twinkle" Oita edition 1部 2部』出演。(大分DRUM Be-0)
- 1月14日 - 『K:TRACK final.1 final.2』出演。(山口県K:TRACK)
- 1月19日 - 『きゅーアイ的な歌祭り 2部』出演。(天神ポケット)
- 1月20日 - 『リミ神～Party.5』出演。(天神プレアデス)
- 1月20日 - 『LIMITED 結成1周年感謝LIVE☆ ～Thanks a million～!』出演。(天神プレアデス)
- 1月27日 - 『7周年記念＆11期生デビューライブ』開催。11期生白石花恋デビュー。ショコラ★ほいっぷ、えくれあエクレット、Chimo、Niimo、きつねでこんコン!ゲスト出演。(大分音楽館)
- 2月2日 - 『パークプレイス大分 バレンタインアイドルライブ』開催。ショコラ★ほいっぷ、えくれあエクレット、COLORLESS、トッティゲスト出演。(パークプレイス大分)
- 2月3日 - 『パピ♡ライブ vol.72 瑞希悠奈生誕祭』出演。(小倉あるあるCity)
- 2月11日 - 『パピ♡ライブ vol.73 ハッピーパピバレンタイン』出演。(小倉あるあるCity)
- 2月17日 - 『7周年記念ファン感謝祭』開催。(コンパルホール)
- 2月17日 - 『7周年記念ファン感謝祭 私服撮影会』開催。(府内アクアパーク)
- 2月23日 - 『SUPER-DUPER ～west special～』出演。(小倉あるあるCity)
- 2月24日 - 『SUPER-DUPER ～west special～』出演。(小倉あるあるCity)
- 2月24日 - 『究極少女カラット 小日向優花 赤の生誕祭』出演。(下関シーモールホール)
- 3月3日 - 『Chimo 12周年記念LIVE』出演。(T.O.P.S BittsHALL)
- 3月10日 -『いのりん卒業ライブ』開催。jubileejubilee、究極少女カラット、ショコラ★ほいっぷ、Smileゲスト出演。(大分音楽館)
- 3月17日 - 『パピ♡ライブ vol.75 咲井綾音生誕祭』出演。(小倉あるあるCity)
- 3月21日 - 『春の対バンライブ』開催。佐賀乙女みゅー★スター、ぱすてるPOPCORNゲスト出演。(大分音楽館)
- 3月23日 - 『ショコラ★ほいっぷ 小枝ななみ生誕祭 1部2部』出演。(小倉WOW)
- 3月30日 - 『IDOL JACK IN THE BOX』出演。(大須 X-HALL ZEN)
- 3月30日 - 『GIRLS MUSIC SQUARE @M.I.D ～2部～』出演。(名古屋 LIVE HALL M.I.D)
- 3月31日 - 『GIRLS MUSIC SQUARE @M.I.D ～1部～』出演。(名古屋 LIVE HALL M.I.D)
- 3月31日 - 『GIRLS MUSIC SQUARE @M.I.D ～2部～』出演。(名古屋 LIVE HALL M.I.D)
- 4月6日 - 『九州KIDSアイドル祭り Vol.1』開催。KIDSのみ 佐賀乙女みゅー★スター、Marblie Angel、炭鉱キューティーズゲスト出演。(大分音楽館)
- 4月6日 - 『ガチで対バンライブ第10弾』開催。Chimo、Niimo、LIMITEDゲスト出演。(大分音楽館)
- 4月13日 - 『IDOL in WOW Vol.2 1部2部』出演。(小倉WOW)
- 4月14日 - 『TIF2019 全国選抜LIVE 九州・沖縄ブロック in FUKUOKA』出演。(スカラエスパシオ)
- 4月21日 -『なぁちゃん生誕祭』開催。パピロジェ、究極少女カラット、福岡Flavor、ルナリウム、LuCifeRゲスト出演。(大分音楽館)
- 4月28日 - 『ショコラ★ほいっぷ 晴川なのは生誕祭 1部2部』出演。(小倉WOW)
- 4月28日 - 『九州キッズアイドルフェスタ Vol.1』出演。KIDSのみ(イオン乙金ショッピングセンター特設会場)
- 4月30日 - 『第11回京都アイドルカーニバル』出演。(京都タワーホテル9Fフロア)
- 4月30日 - 『おおいた人とみどり ふれあいいち』出演。KIDSのみ(大分市平和市民公園 多目的広場)
- 5月2日 - 『きんさい！みんさい！狐魂祭！ 特別編 ～令和元年！ 新時代の突き進め！～』出演。(広島ミスカラ舟入店)
- 5月3日 - 『きつねでこんコン！SPATIO 野外合同撮影会』出演。(広島市ハノーバー庭園)
- 5月3日 - 『出張ロコドルパーティー inミスカラ』出演。(広島ミスカラ舟入店)
- 5月4日 - 『GIRLS INFINITY Vol.48』出演。(米子 AZTiC laughs)
- 5月4日 - 『うめか生誕祭 定期ライブ Vol.10』出演。(米子 AZTiC laughs)
- 5月4日 - 『南九州アイドルフェス 2nd』出演。KIDSのみ(都城 まちなか広場)
- 5月5日 - 『BINGO ロコドルパーティー Vol.33 ～ＧＷスペシャル～』出演。(三原市本郷障害学習センター2F多目的ホール)
- 5月10日 - 『コトネの日』出演。(新宿ReNY)
- 5月11日 - 『渋谷アイドル劇場』出演。(シダックスカルチャービレッジ)
- 5月12日 - 『城島高原撮影会バスツアー』開催。(城島高原パーク)
- 5月19日 - 『パピリンピック vol.2』出演。(小倉あるあるCity)
- 5月25日 -『青春☆ワンダーランド in FUKUOKA vol.4 本祭1日目』出演。(大野城BARKUP)
- 5月26日 - 『心乃音生誕祭』出演。(天神ポケット)
- 6月1日 - 『IDOL in WOW vol.4』出演。(小倉WOW)
- 6月9日 - 『きゅーアイ的な歌祭りスペシャル』出演。(福岡ポケット)
- 6月9日 - 『IDOL ISM #41』出演。KIDSのみ(久留米 Live Cafe Seventh Heaven)
- 6月15日 - 『新天使革命 Release Party -九州編-』出演。(福岡DRUM Be-1)
- 6月16日 - 『アイドルLIVE』出演。KIDSのみ(小倉コロナワールド)
- 6月22日 - 『秋葉原撮影会』開催。(studio garnet)
- 6月22日 - 『新宿アイドルメカフェス ADVANCE-NIGHT』出演。(新宿RUIDO K4)
- 6月23日 - 『TIF2019 全国選抜LIVE セカンドチャレンジ』出演。(新宿ReNY)
- 6月29日 - 『IDOL in WOW vol.4 藤井さあや＆久遠しおり卒業』出演。(小倉WOW)
- 6月30日 - 『GENESIS vol.6』出演。(熊本 NAVARO)
- 7月6日 - 『天山 多久温泉 TAQUA 1st Anniversary』出演。(佐賀 TAQUAホール)
- 7月7日 - 『ななの日対バンライブ7月7日』開催。MONECCO5、COLORLESS、愛Dreamゲスト出演。(大分音楽館)
- 7月14日 - 『COLORLESS柚奈プチ生誕祭 1部』出演。(Buddy up!)
- 7月14日 - 『mini TIF in Kyusyu 2019 2部』出演。(天神ベストホール)
- 7月15日 - 『パピ♡ライブ vol.81 Shion誕生祭』出演。(小倉あるあるCity)
- 7月20日 - 『ジャイアンナイト～ＤＪダイノジと大分アイドル～』出演。(大分音楽館)
- 7月21日 - 『第49回明野まつり』出演。(あけのアクロスタウン)
- 7月27日 - 『パピ♡ライブ vol.82 百城楓華誕生祭』出演。(小倉あるあるCity)
- 7月28日 - 『第30回別保商工夏祭り』出演。
- 8月1日 - 『秋葉原撮影会』開催。(studio garnet)
- 8月2日 - 『TOKYO IDOL 縁日』出演。(TOKYO IDOL FESTIVAL 2019 会場内)
- 8月2日 - 『MIF 2019』出演。(DECKS Tokyo Beach)
- 8月2日 - 『『#拡散希望』vol.13 ～Crazy SUMMER～』出演。(新宿Zirco Tokyo)
- 8月3日 - 『GIRLS MUSIC SQUARE @TwinBox 1部 2部』出演。(TwinBoxAKIHABARA)
- 8月4日 - 『TIP撮影会』開催。(お台場 デックス東京ビーチ)
- 8月12日 - 『Idolce Special 藤崎紗希・百城楓華 卒業公演』出演。(小倉あるあるCity)
- 8月17日 - 『第6回おおざい納涼夜市』出演。KIDSのみ(大在公園グラウンド)
- 8月18日 - 『パピ♡ライブ SPECIAL』出演。(スカラエスパシオ)
- 8月23日 - 『フォト十代 studio garnet撮影会』開催。KIDSのみ(studio garnet)
- 8月23日 - 『アイドル放課後プロジェクト特別編～平日公演編～』出演。KIDSのみ(S.U.B TOKYO)
- 8月24日 - 『渋谷アイドル劇場』出演。KIDSのみ(シダックスカルチャーホールＡ)
- 8月25日 - 『TIP撮影会』開催。KIDSのみ(明大前スタジオリップ・松原スタジオ)
- 9月1日 - 『パピ♡ライブ vol.85 あるある夏祭り総集編 アイドル浴衣祭2019』出演。(小倉あるあるCity)
- 9月8日 - 『MONECCO5 5周年記念 天草アイドルフェスタ2019』出演。(天草市国際交流会館ポルト3Fホール)
- 9月8日 - 『IDOL ISM #46』出演。KIDSのみ(久留米 Live Cafe Seventh Heaven)
- 9月15日 - 『SPATIO KIDS 1周年記念オフ会＆ミニ撮影会』開催。KIDSのみ(二八堂ギャラリー)
- 9月22日 - 『BINGO IDOL FESTIVAL vol.1』出演。(三原リージョンプラザ 野外ステージ)
- 9月29日 - 『パピ♡ライブ vol.87 Saori誕生祭 』出演。(小倉あるあるCity)
- 10月5日 -『ひなぴ生誕祭』開催。Smile、えくれあエクレット、ルナリウム、ぱすてるPOPCORNゲスト出演。(大分音楽館)
- 10月6日 - 『第23回おおざいワッショイ』出演。(大在駅前特設ステージ)
- 10月19日 - 『アイドルでGO!GO!』出演。(小倉WOW)
- 10月26日 - 『着物撮影会バスツアー』開催。(杵築市北台武家屋敷周辺)
- 10月27日 -『かれん生誕祭＆12期生デビューライブ』開催。パピロジェ、えくれあエクレット、ショコラ★ほいっぷゲスト出演。(大分音楽館)
- 11月2日 - 『SUPER-DUPER vol.4 1日目』出演。(小倉あるあるCity)
- 11月3日 - 『SUPER-DUPER vol.4 2日目』出演。(小倉あるあるCity)
- 11月3日 - 『キッズモデルライブショー』出演。KIDSのみ(イオンモール直方)
- 11月4日 - 『青春☆ワンダーランド 全国アイドルボウリング大会』出演。(大橋シティボウル)
- 11月4日 - 『青春☆ワンダーランド インストアサーキット』出演。(博多駅前マルイ HMV BOOKS&HAKATA)
- 11月9日 - 『第5回みなとふれあいコンサート 第一部｢アイドル文化祭スペシャル｣』出演。(福岡アンベラシュウ)
- 11月10日 - 『九州キッズアイドルフェスタ Vol.2』出演。KIDSのみ(イオンスタイル笹丘)
- 11月17日 - 『パピ☆エポック vol.12』出演。(福岡ペルエポック美容専門学校)
- 11月23日 - 『あるあるぼっくす vol.5』出演。(小倉あるあるCity)
- 11月23日 - 『IDOL Fantastic Suite ｢神崎亜祐バースデーライブ｣』出演。(小倉WOW)
- 11月23日 - 『第1回大分っ子ものしりクイズ大会』出演。KIDSのみ(ガレリア竹町ドーム広場外)
- 11月24日 - 『秋の対バンライブ』開催。えくれあエクレット、ショコラ★ほいっぷ、COLORLESS、愛Dream、きつねでこんコン!ゲスト出演。(大分音楽館)
- 11月30日 - 『#ドリー夢 vol.10』出演。KIDSのみ(福岡The Voodoo Lounge)
- 12月1日 - 『九州キッズアイドルフェスタ Vol.3』出演。KIDSのみ(イオンスタイル笹丘)
- 12月8日 - 『きゅーアイ的な歌祭りスペシャル』出演。(福岡ポケット)
- 12月14日 - 『あるあるアイドル大集合！ vol.8』出演。(小倉あるあるCity)
- 12月15日 - 『Idolce Special Ibuki卒業式』出演。(ベイサイド博多ベイサイドステージ)
- 12月15日 - 『キッズアイドルライブ -2019 Winter-』出演。KIDSのみ(イオンモール佐賀大和)
- 12月22日 - 『SPATIO Chimo Niimo クリスマススペシャルライブ』開催。 Chimo、Niimoゲスト出演。(大分音楽館)
- 12月22日 - 『新時代アイドル クリスマスライブ』出演。KIDSのみ(イオンスタイル笹丘)
- 12月29日 - 『8周年記念ライブ』開催。福岡Flavor、Marblie Angel、ルナリウム、ぱすてるPOPCORNゲスト出演。(大分音楽館)

### 2020年
- 1月11日 - 『IDOL IS BURNING 2020 "ENIGMA"』出演(松山サロンキティ)。
- 1月12日 - 『九州アイドルあけおめ祭』出演。(T.O.P.S BittsHALL)
- 1月13日 - 『障害のある方の成人祝賀会』出演。(ホルトホール大分 大ホール)
- 1月18日 - 『天草アイドルフェスタ2020』出演。(天草市国際交流会館ポルト3Fホール)
- 1月25日 - 『TEAM SPATIO 全曲全力ワンマンライブ＆ミニ撮影会』開催。(別府セテンタセッテ)
- 2月1日 - 『アイドルコミッティー in 鹿児島』出演。(SPEED KING)
- 2月8日 - 『あるあるぼっくす vol.6』出演。(小倉あるあるCity)
- 2月9日 - 『Amix LIVE vol.2』出演。(小倉あるあるCity)
- 2月9日 - 『小倉 WOW200209』出演。(小倉WOW)
- 2月9日 - 『MOMOHA生誕祭』出演。KIDSのみ(エスプラッツホール)
- 2月11日 - 『ミルクセーキは食べ物です vol.73 ～マセガきらこが15ちゃいに～』出演。(ホンダ楽器アストロスペース)
- 2月15日 - 『HEART BEAT～バレンタイン2020～』出演。(大分音楽館)
- 2月16日 - 『バレンタインスペシャルライブ』開催。 福岡Flavor、S☆UTHERN CROSS、Chimo、Niimoゲスト出演。(大分音楽館)
- 2月22日 - 『猫耳アイドルチャリティーLIVE』出演。KIDSのみ(ボートレース大村)
- 2月24日 - 『きゅーアイ的な歌祭りスペシャル』出演。(福岡ポケット)
- 2月29日 - 『ワンマンライブ＆ミニ撮影会』開催。(別府セテンタセッテ)
- 3月1日 - 『チェリカタ!!!』出演。(ベイサイド博多ベイサイドステージ)
- 6月27日 - 『SPATIO/ERPHY 撮影会』開催。(大分田ノ浦ビーチ)
- 6月28日 - 『SPATIO/ERPHY ワンマンライブ』開催。(大分音楽館)
- 7月12日 -『なぁちゃん生誕祭』開催。(大分音楽館)
- 7月24日 - 『パピ♡ライブ SUMMER SP-1』出演。(小倉あるあるCity)
- 7月26日 -『なぁちゃん卒業ライブ』開催。(大分音楽館)
- 8月1日 - 『大分トリニータ J1第8節 鹿島アントラーズ戦』出演。「蒼天決起」披露(大分スポーツ公園総合競技場（昭和電工ドーム大分）)
- 8月9日 - 『BINGO ロコドルパーティー Vol.42』出演。ERPHYのみ(三原市本郷障害学習センター2F多目的ホール)
- 8月15日 - 『S LIVE 200815』出演。ERPHYのみ(下関シーモールホール)
- 8月23日 - 『真夏の対バンライブ＆ミニ撮影会』開催。民謡女子ハピネス組ゲスト出演。(大分音楽館)
- 9月13日 - 『アイドルギフト』出演。(広島クラブクワトロ)
- 9月21日 -『さき生誕祭ライブ』開催。山口愛悠伽ゲスト出演(大分音楽館)
- 9月22日 - 『SPATIO & ERPHY 合同浴衣撮影会』開催。(大分市平和市民公園／武漢の森)
- 9月27日 - 『秋の対バンライブ』開催。COLORLESS、カルミアゲスト出演。(大分音楽館)
- 10月4日 -『いーたん／ひなぴ生誕祭ライブ』開催。(大分音楽館)
- 10月10日 - 『九州キッズアイドルフェスタ in SAGA』出演。ERPHYのみ(エスプラッツホール)
- 10月11日 - 『パピ♡ライブ ファッションショー vol.99』出演。(小倉あるあるCity)
- 10月18日 -『ゆうあ／かれん生誕祭ライブ』開催。(大分音楽館)
- 10月24日 - 『津久見 暮らし市と 秋風音楽祭』出演。(つくみん公演)
- 10月25日 - 『大阪？大分？福岡？ごちゃ混ぜIDOL!!!』出演。(VooDoo Lounge)
- 10月25日 - 『大阪？大分？福岡？みんな集まれIDOL!!!』出演。(VooDoo Lounge)
- 11月1日 - 『ハロウィン全曲全力ライブ』開催。(大分音楽館)
- 11月3日 - 『ハロウィンコスプレ撮影会バスツアーinハーモニーランド』開催。(ハーモニーランド)
- 11月8日 - 『えくれあエクレットと福岡Flavorを迎えて贈る対バンライブ』開催。えくれあエクレット、福岡Flavorゲスト出演。(大分音楽館)
- 11月15日 - 『BINGO ロコドルパーティー Vol.45』出演。ERPHYのみ(三原市本郷障害学習センター2F多目的ホール)
- 11月22日 - 『IDOL Fantastic Suite ｢神崎亜祐バースデーライブ｣』出演。(小倉WOW)
- 11月23日 - 『イルミネーション撮影会inおおいた光のファンタジー』開催。(府内アクアパーク)
- 11月29日 - 『ぱすてるPOPCORNとKUWAGATAKIDSを迎えて贈る対バンライブ』開催。ぱすてるPOPCORN、KUWAGATAKIDSゲスト出演。(大分音楽館)
- 12月5日 -『HINA CAFE OPEN』開催。ひなぴのみ(都町モンキーナイトフィーバー)
- 12月6日 - 『福岡Flavorと愛◆Dreamを迎えて贈る対バンライブ』開催。福岡Flavor、愛◆Dreamゲスト出演。(大分音楽館)
- 12月13日 - 『パピ♡ライブ vol.102』出演。(小倉あるあるCity)
- 12月20日 - 『Chimo Niimo 大分アイドル大集合 クリスマス対バンライブ』開催。 Chimo、Niimoゲスト出演。(大分音楽館)
- 12月27日 - 『9周年記念ライブ あのＯＧたちも大集合! 全員ソロ曲披露のＳＰライブ』開催。(大分音楽館)
- 12月27日 -『ひなぴ卒業ライブ さようなら ひなぴ キミを忘れない』開催。(大分音楽館)

### 2021年
- 1月23日 -『NANA CAFE』開催。なぁちゃんのみ(都町モンキーナイトフィーバー)
- 1月31日 -『みな生誕祭ライブ』開催。KUWAGATAKIDSゲスト出演。ERPHYのみ(大分音楽館)
- 2月7日 -『SPATIO ERPHY 第１回ネットサイン会』開催。ERPHYのみ(showroom配信)
- 2月14日 -『バレンタイン対バンライブ』開催。えくれあエクレット、COLORLESS、1UPゲスト出演。(大分音楽館)
- 2月21日 -『ルナルナバースデーLIVE』出演。(長崎・現川森の分校)
- 2月23日 -『NANA KAREN CAFE』開催。なぁちゃん・かれんのみ(都町モンキーナイトフィーバー)
- 2月28日 -『Alice ロコドルパーティー Vol.6』出演。SPATIOのみ(広島・広島市南区民文化センター2Fスタジオ)
- 3月6日 - 『SPATIO & ERPHY 春一番撮影会』開催。(大分市かんたん港園)
- 3月7日 - 『ひなまつり対バンライブ』開催。福岡flavor、愛Dream、Chimo、Niimoゲスト出演。(大分音楽館)
- 3月14日 -『かほちー卒業ライブ』出演。正規のみ(宮崎・SR-BOX)
- 3月21日 - 『激情リフレイン2ndシングルリリース記念ツアー福岡編 1部2部』出演。(VooDoo Lounge)
- 3月26日 - 『パピツアー☆2021 Spring in 大分音楽館 1部2部』出演。正規のみ(大分音楽館)
- 3月27日 - 『Party Cruise～５周年記念ライブ～』出演。SPATIOのみ(スカラエスパシオ)
- 3月27日 - 『KAMISAMA-双- 宮丘すみれ生誕祭 Vol.2』出演。SPATIOのみ(VooDoo Lounge)
- 3月28日 - 『IDOL Fantastic Suite ｢浅野ゆいバースデーライブ2021｣』出演。(小倉WOW)
- 4月3日 - 『春らんまん撮影会inパークプレイス公園通り』開催。(パークプレイス大分公園通り芝生広場)
- 4月4日 -『かれん卒業ライブ 』開催。えくれあエクレット、COLORLESS、1UPゲスト出演。(大分音楽館)
- 4月11日 - 『SPATIO13期生デビューライブ』開催。福岡flavor、Juniorflavor熊本、RYMERYゲスト出演。(大分音楽館)
- 4月17日 - 『MIX IDOL CARNIVAL at INSA』出演。SPATIOのみ(INSA)
- 4月17日 - 『ユートピアフェスタ』出演。SPATIOのみ(スカラエスパシオ)
- 4月18日 -『あいな生誕祭ライブ』開催。KUWAGATAKIDSゲスト出演。(大分音楽館)
- 4月18日 -『うーたん生誕祭ライブ』開催。ぱすてるPOPCORNゲスト出演。(大分音楽館)
- 4月25日 - 『蝶と薔薇 1部2部』出演。(masurao fukuoka)
- 4月29日 - 『パピ♡ライブ vol.103』出演。SPATIOのみ(小倉あるあるCity)
- 5月2日 -『Alice ロコドルパーティー Vol.7』出演。(広島・広島市南区民文化センター2Fスタジオ)
- 5月4日 - 『撮影会&ファン感謝祭』開催。(大分駅南口ホルトホール前芝生広場)
- 6月26日 -『UMI IYU CAFE』開催。うーたん・いーたんのみ(都町モンキーナイトフィーバー)
- 6月27日 - 『広島香川福岡から 大分に集結して贈る 対バンライブ』開催。えくれあエクレット、totti、福岡flavor、きつねでこんコン、1UPゲスト出演。(大分音楽館)
- 7月3日 -『さえりんバースデーLIVE 七夕浴衣花火パーティー』出演。ERPHYのみ(長崎・現川森の分校)
- 7月4日 - 『IDOL Fantastic Suite ｢日向彩乃バースデーライブ2021｣』出演。SPATIOのみ(小倉WOW)
- 7月10日 -『AI MANA CAFE』開催。あーりん・まなみんのみ(都町モンキーナイトフィーバー)
- 7月11日 - 『Party Cruise 夏のドリームマッチ 3部』出演。SPATIOのみ(INSA)
- 7月17日 - 『元気フェス坂出 2021』出演。SPATIOのみ(坂出市市民広場特設会場)
- 7月17日 - 『IDOL PARADISE vol.559』出演。SPATIOのみ(高松MONSTERScafe)
- 7月18日 - 『M フェス vol.2』出演。SPATIOのみ(キスケKITホール)
- 7月22日 -『SPATIOERPHY３周年記念ライブ』開催。KUWAGATAKIDS、LittleBigGirls、Marblie Angelゲスト出演。(大分音楽館)
- 7月23日 - 『真夏のビーチ撮影会&ERPHY３周年ファン感謝祭』開催。(大分市こうざき海水浴場)
- 8月1日 - 『大分VS長崎ツーマンライブ SPATIO／スマートオブジェクト』出演。SPATIOのみ(新天町ミュージックプラザインドウ)
- 8月9日 - 『浴衣＆花火 撮影会』開催。(大分田ノ浦ビーチ)
- 9月19日 - 『SPATIO&ERPHY ZOOM交流会』開催。(ZOOM配信)
- 10月9日 - 『TEAM SPATIO 活動再開ワンマンライブ』開催。(大分音楽館)
- 10月10日 - 『ミレるんバースデーLIVE＆運動会』出演。ERPHYのみ(長崎・現川森の分校)
- 10月16日 - 『秋の夕べ撮影会』開催。(大分市かんたん港園)
- 10月17日 - 『ゆうあ生誕祭ライブ』開催。山口愛悠伽、高田詩織、愛純百葉ゲスト出演(大分音楽館)
- 10月23日 - 『いーたん卒業ライブ 』開催。福岡flavor、Re:fiveゲスト出演。(大分音楽館)
- 10月24日 - 『うーたんラストライブ＆新生SPATIOデビューライブ 1部2部』開催。えくれあエクレットゲスト出演。(大分音楽館)
- 10月30日 - 『ハロウィン撮影会』開催。(大分市平和市民公園／武漢の森)
- 10月31日 - 『ハロウィン対バンライブ』開催。スマートオブジェクト、愛♡Dreamゲスト出演。(大分音楽館)
- 11月14日 - 『1UP&SPATIO 福岡合同撮影会』開催。(福岡・長浜公園)
- 11月14日 - 『ＫｉＳＡЯＡ Birthday Live』出演。(福岡・graf)
- 11月20日 - 『BUNGO☆BINGO IDOL FESTIVAL』開催。きつねでこんコン、ぱすてるPOPCORN、RYMERY、KUWAGATAKIDS、結月、Mihiro、tottiゲスト出演。(大分音楽館)
- 11月21日 - 『BUNGO☆BINGO IDOL FESTIVAL あーりん生誕祭ライブ』開催。ぱすてるPOPCORN、1UP、Mihiro、KUWAGATAKIDS、RYMERYゲスト出演。(大分音楽館)
- 11月27日 - 『ニータンパークステージイベント』出演。(昭和電工ドーム大分・ニータンパーク)
- 11月28日 - 『九州アイドルグループコンテストVo.1』出演。(福岡・第三倉庫)
- 12月4日 -  『ファン感謝祭＆イルミネーション撮影会』開催。(コンパルホール、府内アクアパーク)
- 12月5日 -　『さき生誕ライブ』開催。えくれあエクレット、炭鉱ガールズ、bridge･Go hugゲスト出演。(大分音楽館)
- 12月12日 - 『きんさい！みんさい！狐魂祭！Vol.53』出演。(広島・Yise)
- 12月12日 - 『SPATIO 広島撮影会』開催。(広島・平和大通り南北緑地帯)
- 12月18日 - 『荒戸PEACE』出演。(福岡・荒戸PEACE)
- 12月19日 - 『エリー 10th birthday LIVE』出演。(長崎・小野ふれあい会館)
- 12月24日 - 結成10年を迎えて日本ご当地アイドル活性協会から『ご当地アイドル殿堂入り』に認定される[3]
- 12月25日 - 『豪華グループを迎えて贈る クリスマス対バンライブ』開催。QunQun、COLORLESS、Chimo、Niimoゲスト出演。(大分音楽館)
- 12月26日 - 『SPATIO 10周年記念ライブ』開催。Chimo、Niimoゲスト出演。(大分音楽館)

### 2022年
- 1月9日 - 『SPATIO えくれあエクレット 小倉合同撮影会』開催。(北九州・紫川親水広場 リバーウォーク裏)
- 1月9日 - 『たしまりな お誕生日会2022』出演。(小倉WOW)
- 1月30日 -『みな生誕祭ライブ』開催。なぁちゃんゲスト出演。(大分音楽館)
- 2月20日 - 『SPATIO えくれあエクレット バレンタインツーマンライブ』開催。えくれあエクレットゲスト出演。(大分音楽館)
- 3月5日 - 『春の着物撮影会』開催。(サーラ・デ・うすき)
- 3月6日 - 『まなみん卒業ライブ』開催。福岡flavor、きつねでこんコン、COLORLESSゲスト出演。(大分音楽館)
- 3月20日 - 『デカツオフェス』出演。(高知・蛸蔵)
- 3月21日 - 『愛媛ミニ撮影会』開催。(愛媛・石材振興会屋外展示場)
- 3月21日 - 『デカフェス♪～Vol.8』出演。(愛媛・石材振興会特設ステージ)
- 3月26日 - 『SLIVE 2022 SPRING』出演。(下関・シーモールホール)
- 3月27日 - 『あーりん卒業ライブ』開催。ぱすてるPOPCORN、1UP、ひなぴゲスト出演。(大分音楽館)
- 4月2日 - 『臼杵桜まつり』出演。(臼杵城址公園)
- 4月3日 - 『SPATIO15期生デビューライブ』開催。ももにゃん、/NOVA、CandyCross、えくれあエクレットゲスト出演。(大分音楽館)
- 4月16日 - 『新生SPATIO 小倉撮影会』開催。(北九州・紫川親水広場 リバーウォーク裏)
- 4月16日 - 『Candy Cross 3rd Anniversary』出演。(小倉WOW)
- 4月24日 -　『あいな生誕祭ライブ』開催。bridge･Go hugゲスト出演。るうオープニングアクトデビュー(大分音楽館)
- 4月29日 - 『SPATIO 博多撮影会』開催。(長浜公園)
- 4月29日 - 『唱輪の日 1部のみ』出演。(masurao fukuoka)
- 5月3日 - 『ロード撮影会①』開催。(大阪・エムズスタジオ)
- 5月3日 - 『grooving idol!! 2nd』出演。(大阪・心斎橋FANJtwice)
- 5月4日 - 『ロード撮影会②』開催。(大阪・エムズスタジオ)
- 5月4日 - 『たこ焼きパーティーオフ会』開催。(大阪・Studio Chicano)
- 5月5日 - 『ハートビート vol.31』出演。(大阪・心斎橋LUDO)
- 5月8日 - 『るう単独撮影会』開催。(大分市かんたん港園)
- 5月22日 - 『SPATIO撮影会&ファン感謝祭』開催。(大分駅南口ホルトホール前芝生広場)
- 5月28日 - 『TIF2022 全国選抜LIVE 西日本Ａブロック』出演。(福岡・スカラエスパシオ)
- 6月5日 - 『にゃんにゃんフェスティバル LIVE前SPセッション』出演。(シーハットおおむら)
- 6月5日 - 『長崎撮影会』開催。(シーハットおおむら)
- 6月5日 - 『にゃんにゃんフェスティバル』出演。(大村ボートイベントホール)
- 6月12日 - 『広島撮影会』開催。(日産プリンス横河川敷緑地帯)
- 6月12日 -『Alice ロコドルパーティー Vol.13』出演。(広島市南区民文化センター)
- 6月19日 - 『夏を先取り！初夏の対バンライブ』開催。ちのめる、ぱすてる♡POPCORN、スマートオブジェクト、1UP、えくれあエクレット、Qun☆RiniUゲスト出演。(大分音楽館)
- 6月25日 -『KURE CAFE』開催。くれはのみ(都町モンキーナイトフィーバー)
- 7月3日 - 『IDOL Fantastic Suite 1部2部』出演。(小倉WOW)
- 7月10日 - 『えくれあエクレット&SPATIO 合同撮影会 in 門司港』開催。(門司港ロマンホール)
- 7月16日 - 『孔雀園風の広場ステージ観覧無料LIVE(るう個撮同時開催)』出演。るうのみ(長崎・孔雀園風の広場)
- 7月16日 - 『マリー&さえりん生誕祭サンセットパーティー』出演。るうのみ(長崎・大崎キャンプ場)
- 7月17日 - 『マリー&さえりん海辺BBQパーティー)』出演。るうのみ(長崎・大崎キャンプ場)
- 7月17日 - 『真夏のビーチ撮影会&BBQ大会』開催。(大分市こうざき海水浴場)
- 7月23日 - 『bridge･Go♪hug 1周年記念LIVE アイドルフェスティバル』出演。(行橋・サン・グレートみやこ)
- 7月23日 - 『SPATIO×ぱすてる♡POPCORN 合同撮影会』開催。(行橋・サン・グレートみやこ屋内ロビー)
- 7月24日 - 『パピ♡ライブ vol.111 桜こはる誕生祭』出演。(小倉あるあるCity)
- 7月30日 - 『Mihiro生誕祭&誕生日パーティー』出演。(広島・三島シティホテル2F)
- 7月31日 - 『広島ミニ撮影会』開催。(広島・レンタルスペース サテラス)
- 8月5日 - 『IDOL MixJuice 野外！夏期講習ライブDAY.2 昼の部夜の部』出演。(上野水上野外ステージ)
- 8月6日 - 『東京撮影会』開催。(Studio ab 千駄ヶ谷スタジオ)
- 8月6日 - 『アイ♡ゲギ1部2部』出演。(高田馬場BSホール)
- 8月7日 - 『東京撮影会』開催。(西麻布ハウススタジオ)
- 8月20日 - 『Shining Start Presents ～My Best Friend アルバムリリースツアー～ 1部2部』出演。(大分音楽館)
- 8月27日 - 『あやか生誕祭ライブ』開催。まゆぴぴ、CandyCross、僕らのスイッチ、究極少女カラットゲスト出演。(大分音楽館)
- 8月28日 - 『夏の浴衣撮影会』開催。(大分市平和市民公園／武漢の森～和風庭園)
- 9月10日 - 『タクシーの日記念式典』出演。(大分駅北口前祝祭の広場)
- 9月11日 - 『えく×スパ in WOW!』出演。(小倉WOW)
- 9月17日 -『SAKI CAFE』開催。さきのみ(都町モンキーナイトフィーバー)
- 9月23日 -『るうバースデーオフ会＆ミニ撮影会』開催。るう、ひなた、りあのみ(中央町レンタルスペースミツバチ)
- 9月24日 - 『まちおん』出演。(都城・IT産業ビル前)
- 9月25日 - 『鹿児島ミニ撮影会』開催。(ボードウォーク)
- 9月25日 - 『WAZZE KAGOSHIMA IDOL LIVE』出演。(Duckbill Kagoshima)
- 10月2日 - 『パピ♡ライブ vol.115 Saori誕生祭』出演。(小倉あるあるCity)
- 10月8日 - 『LIVE リミット！ ～全47都道府県主催制覇への道 39/47～ 』1部、2部出演。(大分音楽館)
- 10月9日 - 『デカクワガタフェス 撮影会』出演。(ベイサイド博多ベイサイドホール)
- 10月9日 - 『デカクワガタフェスライブ 2部』出演。(ベイサイド博多ベイサイドホール)
- 10月10日 - 『デカクワガタフェスライブ 1部』出演。KIDSのみ(ベイサイド博多ベイサイドホール)
- 10月10日 - 『デカクワガタフェス 撮影会』出演。KIDSのみ(ベイサイド博多ベイサイドホール)
- 10月15日 - 『YUA CAFE』開催　ゆうあのみ(都町モンキーナイトフィーバー)
- 10月16日 - 『ゆうあ生誕祭ライブ』開催。Juniorflavor熊本、きつねでこんコン!、えくれあエクレットゲスト出演。SPATIO KIDS(2期)デビュー(大分音楽館)
- 10月22日 - 『津っぱく くらしの体験博覧会 SPATIOアイドル体験教室in津久見』開催(津久見市民会館 大会議室)
- 10月23日 - 『第31回別保商工まつり』出演。(乙津川河川敷水辺の楽校)
- 10月29日 - 『ハロウィン撮影会』開催。(別府市公会堂)
- 10月30日 - 『ハロウィンコスプレライブ』開催。bridge･Go hug、炭鉱ガールズQUEEN、えくれあエクレットゲスト出演。(大分音楽館)
- 11月6日 - 『秋のオールスター大運動会』出演。(福岡・くらて学園)
- 11月12日 - 『あいどるーむ 1部2部』出演。(宇部・Room61)
- 11月13日 - 『九州アイドルグループコンテスト』出演。KIDSのみ(飯塚・第三倉庫)
- 11月19日 -『KURE CAFE2』開催。くれはのみ(都町モンキーナイトフィーバー)
- 11月20日 - 『くれは生誕祭ライブ』開催。ちのめる、bridge･Go hug、KUWAGATAKIDSゲスト出演。(大分音楽館)
- 11月26日 - 『ヒヨりんバースデーLIVE&PARTY』出演。KIDSのみ(長崎・琴平スカイパーク)
- 11月27日 - 『BBQ&お誕生日うんどう会!!ヒヨりん杯』出演。KIDSのみ(長崎・野岳湖バーベキュー会場)
- 12月3日 - 『イルミネーション撮影会』開催。(府内アクアパーク)
- 12月4日 - 『さき生誕祭ライブ』開催。Mihiro、高田詩織、まなみちょぱゲスト出演。(大分音楽館)
- 12月18日 - 『LIVE リミット！ ～全47都道府県主催制覇への道 47/47～ 』1部、2部出演。(宮崎・LAZARUS)
- 12月24日 - 『SPATIO 11周年記念ライブ』開催。まゆぴぴ、Chimo、Niimoゲスト出演。(大分音楽館)
- 12月25日 - 『Chimotion ～CHRISTMAS PARTY～』出演。(大分音楽館)

### 2023年
- 1月8日 - 『アイゲキ 1部 新春JCグループSP』出演。(東京・髙田馬場BSホール)
- 1月8日 - 『アイゲキ 2部 SPATIO公演』出演。(東京・髙田馬場BSホール)
- 1月9日 - 『TIP撮影会』出演。(埼玉・スタジオサンパティック)
- 1月15日 - 『たしまりな おたんじょうびかい』出演。(小倉WOW)
- 1月21日 - 『サウンズコンテスト発表会』出演。(大分第２ソフィアプラザビル2F)
- 1月22日 - 『美少女cheerful撮影会』出演。KIDSのみ(福岡市植物園)
- 1月29日 - 『真冬の対バンライブ』開催。究極少女カラット＋白咲なのは、えくれあエクレットゲスト出演。(大分音楽館)
- 1月29日 - 『九州アイドルグループコンテストVol.5』出演。KIDSのみ(飯塚・club FRIENDS)
- 2月11日 - 『KIDS CAFE』開催 KIDSのみ(都町モンキーナイトフィーバー)
- 2月12日 -『にゅういんぱくといんまいおおいたVol.94～バレンタイン2023～』出演。(大分音楽館)
- 2月19日 - 『IDOL Fantastic Suite 白井みほ ファイナル』出演。(小倉WOW)
- 2月26日 - 『ネバスト 1部2部』出演。(熊本B.9 V2)
- 3月4日 - 『狐魂祭 1部2部』出演。(広島・Yise)
- 3月5日 - 『九州アイドルグループコンテスト決勝戦』出演。KIDSのみ(飯塚・club FRIENDS)
- 3月12日 -『ひなまつりライブ＆ファッションショー』開催。炭坑ガールズKING、まなみちょぱゲスト出演。(大分音楽館)
- 3月19日 -『炭坑４姉妹＆みちゃ 合同誕生祭』出演。もか、りあデビュー(荒尾ゆめタウン シティーモール内2階シティーホール)
- 3月25日 - 『臼杵桜まつり』出演。(臼杵城址公園)
- 3月26日 -『AYAKA CAFE』開催。あやかのみ(都町モンキーナイトフィーバー)
- 4月1日 - 『SPATIO&SPATIOKIDS 着物撮影会 in臼杵』開催。(サーラ・デ・うすき)
- 4月2日 - 『大分さいき桜まつり』出演。(お祭り広場野外ステージ)
- 4月8日 - 『はい！からっと横町でGO!GO!GO!』出演。KIDSのみ(下関・はい！からっと横町)
- 4月8日 - 『はい！からっと横町撮影会』開催。KIDSのみ(下関・はい！からっと横町)
- 4月9日 - 『Select Party vol.7 1部のみ』出演。KIDSのみ(広島・Yise)
- 4月9日 -『Alice ロコドルパーティー vol.17』出演。KIDSのみ(アリスガーデン 広島PARCO前広場)
- 4月15日 - 『デカツオフェス 4本目』出演。(高知・Cab's)
- 4月16日 - 『高知ミニ撮影会』開催。(高知・さくらパーク)
- 4月16日 - 『デカツオフェス 5本目』出演。(高知・Cab's)
- 4月22日 -『AINA CAFE』開催。あいなのみ(都町モンキーナイトフィーバー)
- 4月23日 - 『あいな生誕祭ライブ』開催。bridge･Go hug、炭坑ガールズKING、CandyCross、Qun☆RiniU、CODE-L、えくれあエクレットゲスト出演。(大分音楽館)
- 4月29日 - 『iDOL MUSIC CHAMPON 1部2部』出演。KIDSのみ(佐賀・エスプラッツホール)
- 4月30日 - 『美少女CHEERFUL会 in 佐賀ヨーロピアンパレス』出演。KIDSのみ(佐賀ヨーロピアンパレス)
- 5月3日 - 『かなでるみらい 1部のみ』出演。(名古屋・SOUND SPACE DIVA)
- 5月3日 - 『D Fes』出演。(名古屋・Y-CITYHALL)
- 5月4日 - 『名古屋撮影会』開催。(名古屋・久屋大通り庭園フラリエ)
- 5月5日 - 『ロード撮影会』開催。(大阪・エムズスタジオ)
- 5月13日 -『KURE CAFE3』開催。くれはのみ(都町モンキーナイトフィーバー)
- 5月14日 - 『iDOL MUSIC CHAMPON 1部2部』出演。KIDSのみ 1部りあプチ生誕祭(佐賀・エスプラッツホール)
- 5月21日 - 『アイドルツアー2023in防府』出演。(山口・イオンタウン防府)
- 5月28日 -『Alice ロコドルパーティー vol.19』出演。KIDSのみ(アリスガーデン 広島PARCO前広場)
- 6月4日 - 『たしまりなそつぎょうしき』出演。(小倉WOW)
- 6月17日 - 『ドレスcheerful撮影会』出演。KIDSのみ(佐賀ヨーロピアンパレス)
- 6月24日 - 『２マンLIVEin大分』出演。(CLUBSPOT)
- 7月1日 - 『#SSSG Cup vol.1』出演。(福岡・スカラエスパシオ)
- 7月9日 - 『サウンドレック 8th Anniversary』出演。(小倉WOW)
- 7月15日 - 『KYUSYU IDOL MATURI』出演。(祝祭の広場)
- 7月16日 - 『夏の浴衣撮影会』開催。(臼杵稲葉家下屋敷)
- 7月17日 - 『九州アイドルまつり』出演。KIDSのみ(イオンモール宮崎 ヒナタテラス)
- 7月22日 -『KIDS CAFE ひなたプチバースデー』開催。KIDSのみ(都町モンキーナイトフィーバー)
- 7月29日 - 『ビーチ撮影会&BBQ大会』開催。(大分市こうざき海水浴場)
- 7月30日 - 『真夏の対バンライブ』開催。Juniorflavor熊本、bridge･Go hug、炭坑ガールズQUEEN、まなみちょぱ+みーちゃんゲスト出演。るう最終出演。(大分音楽館)
- 8月4日 - 2023大分七夕まつり『ふない水辺の屋台村』ステージ出演。(府内アクアパーク)
- 8月11日 - 『TIP撮影会』出演。ERPHYのみ(東京・スタジオポルト)
- 8月12日 - 『TIP撮影会』出演。ERPHY、あやかのみ(東京・スタジオポルト)
- 8月13日 - 『MOTE♡KAWA RUNWAY5』出演。ERPHYのみ(東京・内幸町ホール)
- 8月13日 - 『MOTE♡KAWA RUNWAY5 アフターライブ』出演。ERPHYのみ(東京・内幸町ホール)
- 8月20日 - 『あやか生誕祭ライブ』開催。mowmow、炭坑ガールズKING、まゆぴぴ、swamp、Moon☆light、DearPrincessゲスト出演。(大分音楽館)
- 8月26日 - 『第3回デカクワガタフフェス』出演。(ベイサイド博多ベイサイドホール)
- 9月3日 - 『moz/花寺紡季 Birthday Live』出演。(小倉WOW)
- 9月9日 - 『さき生誕前夜祭』開催。さきのみ(二八堂ギャラリー)
- 9月10日 - 『さき生誕祭ライブ』開催。炭坑ガールズQUEEN、bridge･Go hug、愛DreamTEAMDREAM、Moon☆light、高田詩織、まなみちょぱ&みーちゃんゲスト出演。(大分音楽館)
- 9月17日 - 『アイドルツアー2023in防府』出演。(山口・イオンタウン防府)
- 9月18日 - 『門司港レトロ制服撮影会』出演。ERPHYのみ(山口・門司港レトロ観光物産館)
- 9月23日 - 『YIF vol.1(山口アイドルフェス)』出演。(山口・周南RISINGHALL)
- 9月24日 - 『広島プチ撮影会』開催。(広島・袋町公園)
- 9月24日 -『Alice de 愛DOLI 1部2部』出演。(アリスガーデン 広島PARCO前広場)
- 10月1日 - 『第32回別保商工まつり』出演。(乙津川河川敷水辺の楽校)
- 10月21日 - 『第56回NBU日本文理大学 一木祭』出演。(日本文理大学 野外ステージ)
- 10月22日 - 『ゆうあ生誕祭ライブ』開催。bridge･Go hug、Reina、高田詩織、swamp、Moon☆light、CandyCrossゲスト出演。(大分音楽館)
- 10月28日 - 『TEAMSPATIO/bridge Go hug 合同 ハロウィンコスプレ撮影会』開催。(別府市公会堂)
- 10月29日 - 『ハロウィン対バンライブ』開催。熊本flavor、KUWAGATAKIDS、VITRON、bridge･Go hug、Chimoゲスト出演。(大分音楽館)
- 11月3日 - 『広島ロコパ撮影会inみろくの里』開催。ERPHYのみ(広島・みろくの里)
- 11月4日 -『BINGOロコドルパーティー Vol.57』出演。ERPHYのみ(広島・三原市リージョンプラザ 野外ステージ)
- 11月5日 - 『神埼亜祐バースデーライブ 2023』出演。(小倉WOW)
- 11月12日 - 『アイドル観測所ライブ 博多之陣2023 1部2部』出演。(ベイサイド博多ベイサイドホール)
- 11月18日 - 『イルミネーション撮影会』開催。(府内アクアパーク)
- 11月19日 - 『秋の対バンライブ』開催。熊本flavor、炭坑ガールズKING、bridge･Go hug、Marblie Angel、MOMOHA、葵～AOI～ゲスト出演。(大分音楽館)
- 11月25日 - 『KPF2023』出演。ERPHYのみ(小倉あるあるCity+JAM広場)
- 11月26日 - 『KPF2023』出演。(小倉あるあるCity+JAM広場)
- 12月10日 - 『twelvefes2023』出演。(福岡・スカラエスパシオ)
- 12月23日 - 『クリスマス対バンライブ』開催。熊本flavor、高田詩織、Chimoゲスト出演。(大分音楽館)
- 12月24日 - 『SPATIO 12周年記念ライブ』開催。めいみう、FizzLilas、炭坑ガールズQUEENゲスト出演。(大分音楽館)

### 2024年
- 1月14日 - 『九州アイドルあけおめ祭』出演。(T.O.P.S BittsHALL)
- 1月19日～28日 - 『SPATIO写真展』※山咲セツナさん主催。(東京・日本橋OTHOgallery)
- 1月21日 - 『SPATIO写真展サイン会』※山咲セツナさん主催。あやかのみ(東京・日本橋OTHOgallery)
- 1月28日 - 『LIKE!』出演。(熊本・TENKAI)
- 2月3日 - 『冬の制服撮影会』開催。(府内高校)
- 2月4日 - 『デカクワガタフェス 1部2部』出演。(佐賀・エスプラッツホール)
- 2月10日 - 『押忍フェス』出演。(大阪・あべのROCKTOWN)
- 2月10日 - 『たこ焼きパーティーオフ会』開催。(大阪・エムズスタジオ)
- 2月11日 - 『スタパレッ!!』出演。(大阪・心斎橋CLAPPER)
- 2月12日 - 『SPATIO大阪撮影会』開催。(大阪・エムズスタジオ)
- 2月17日 - 『miniちかっぱ祭りver.7.0～on the circuit～』出演。(福岡・OP's)
- 2月17日 - 『miniちかっぱ祭りver.7.0～on the circuit～』出演。(福岡・Club Alice Teater)
- 2月18日 - 『バレンタイン対バンライブ』開催。ふわり歌舞四季会社、FizzLilas、熊本flavor、まなみちょぱ、えくれあエクレット、Qun☆RiniUゲスト出演。ゆうあ最終出演。(大分音楽館)
- 2月23日 - 『もか生誕祭ライブ』開催。ふわり歌舞四季会社、熊本flavor、るい、KUWAGATAKIDS、VITRON、CandyCrossゲスト出演。(大分音楽館)
- 2月24日 - 『もか生誕後夜祭』開催。もかのみ(二八堂ギャラリー)
- 2月25日 - 『デカsaicaフェス ライブ＆撮影会』出演。(行橋・ギフト館ササヤ跡地)
- 3月2日 - 『ひなまつり着物撮影会』開催。(稲葉家下屋敷)
- 3月3日 - 『ひなまつり対バンライブ』開催。ふわり歌舞四季会社、今日も一日ゆめミ隊、熊本flavor、炭坑ガールズ、野乃あいみ、Mihiro、bridge･Go hug、えくれあエクレットゲスト出演。(大分音楽館)
- 3月9日 - 『アイドル力２出版記念トーク＆ライブ』出演。(福岡六本松蔦屋書店)
- 3月10日 - 『CandyCross『小鳥遊朱寿芸能生活５周年記念祭』』出演。(周南ライジングホール)
- 3月17日 - 『りあラストオフ会』開催。りあのみ(二八堂ギャラリー)
- 3月17日 - 『りあ卒業ライブ』開催。KUWAGATAKIDS、VITRONゲスト出演。ひなた最終出演。(大分音楽館)
- 3月24日 - 『Alice ロコドルパーティー vol.23』出演。(広島・呉ポートピアパーク イベントガレージ)
- 3月30日 - 『くれ前夜祭前夜祭』開催。くれはのみ(二八堂ギャラリー)
- 3月31日 - 『くれは卒業ライブ』開催。熊本flavor、bridge･Go hug、CandyCross、Niimo、DearPrincess、えくれあエクレット、ひなぴゲスト出演。(大分音楽館)
- 4月7日 - 『春のSPAフェス』開催。瑠璃天、Moon☆light、RE:FIVE、炭坑ガールズ、CandyCross、美少女図鑑アイドル部、Chimo、Qun☆RiniUゲスト出演。(大分音楽館)
- 4月14日 - 『MONSTER CAT'S 9STATES TOUR 2024 大分編』』出演。(Club SPOT)
- 4月21日 - 『九州アイドル春祭り2024』出演。(T.O.P.S BittsHALL)
- 4月27日 -『あいな生誕前夜祭』開催。あいなのみ(都町モンキーナイトフィーバー)
- 4月28日 - 『SPAフェス2 あいな生誕祭ライブ』開催。大分美少女図鑑、bridge･Go hug、えくれあエクレット、Chimo、愛DreamTEAMLOVEゲスト出演。(大分音楽館)
- 4月29日 - 『TOIT MARCHE トワマルシェ2024』出演。(大分駅前特設ステージ)
- 5月5日 - 『アイゲキ★スリーマンSP』出演。(東京・髙田馬場BSホール)
- 5月5日 - 『ソロスペ＋ダンチャレ 1部』出演。(東京・髙田馬場BSホール)
- 5月5日 - 『SPATIO単独公演』出演。(東京・髙田馬場BSホール)
- 5月6日 - 『TIP撮影会』開催。(東京・スタジオエコロSKY)
- 5月12日 - 『ニータンパークステージイベント』出演。(レゾナックドーム外西口広場)
- 5月19日 - 『春の港園撮影会』開催。(大分市かんたん港園)
- 5月26日 -『Alice ロコドルパーティー vol.24』出演。もかプレデビュー(アリスガーデン 広島PARCO前広場)
- 6月2日 - 『SPAフェス3 SPATIO新体制デビューライブ』開催。ふわり歌舞四季会社、KUWAGATAKIDS、VITRON、炭坑ガールズ、bridge･Go hug、Moon☆light、QunQun☆RiniUゲスト出演。もかデビュー(大分音楽館)
- 6月9日 - 『S LIVE ロックは静かに流れた』出演。(下関・シーモールホール)
- 6月17日 - 『IDOL TOUR 2024』出演。(山口・イオンタウン防府)
- 6月30日 - 『MOON☆LIGHT バカ騒ぎLIVEinナイトの集い2024』出演。(福岡POCKET)
- 7月6日 - 『iDOL MUSIC CHAMPON 1部 ぱるる生誕祭!』出演。ERPHYのみ 3代目SPATIOERPHYプレデビュー(佐賀・エスプラッツホール)
- 7月6日 - 『iDOL MUSIC CHAMPON 2部 暁山さえ生誕祭!』出演。ERPHYのみ (佐賀・エスプラッツホール)
- 7月7日 - 『SPAフェス4 七夕ライブ』開催。mowmow、VITRON、炭坑ガールズ、熊本flavor、SunnyHoneyt、RE:FIVEゲスト出演。3代目SPATIOERPHYデビュー(大分音楽館)
- 7月14日 - 『LIKE!』出演。ERPHYのみ (熊本・TENKAI)
- 7月15日 - 『IDOL TOUR 2024』出演。(山口・イオンタウン防府)
- 7月21日 - 『ビーチ撮影会&BBQ大会』開催。(大分市こうざき海水浴場)
- 7月27日 - 『第31回鶴海納涼祭り』出演。(鶴海本社駐車場)
- 7月28日 - 『WAZZE'24 IN OITA』出演。(大分音楽館)
- 7月28日 - 『九州アイドル夏祭り』出演。(T.O.P.S BittsHALL)
- 8月3日 - 『行橋ミニ撮影会』開催。ERPHYのみ(行橋・サン・グレートみやこ)
- 8月3日 - 『ZERO TIME vol.14』出演。ERPHYのみ ななこプレデビュー(行橋・サン・グレートみやこ)
- 8月10日 - 『TIP撮影会』開催。(東京・スタジオエコロスカイ)
- 8月11日 - 『TIP撮影会』開催。(東京・スタジオエコロスカイ)
- 8月12日 - 『アイゲキ★スリーマンSP』出演。(東京・髙田馬場BSホール)
- 8月12日 - 『ソロスペ＋ダンチャレ 1部』出演。(東京・髙田馬場BSホール)
- 8月12日 - 『SPATIO単独公演』出演。(東京・髙田馬場BSホール)
- 8月17日 - 『あやか生誕前夜祭』開催。あやかのみ(レンタルスペース トータ)
- 8月18日 - 『SPAフェス5 あやか生誕祭ライブ』開催。大分美少女図鑑アイドル部、Chimo、Monster'Cats、Mizuki、まなみちょぱ、Niimo、DearPrincessゲスト出演。ななこデビュー(大分音楽館)
- 8月25日 - 『花寺紡季 Birthday Live』出演。(小倉WOW)
- 9月1日 - 『Rianny Love Collection 2024』出演。ERPHYのみ (飯塚・グランプリエール ララリアン)
- 9月1日 - 『飯塚プチ撮影会』開催。ERPHYのみ (飯塚・グランプリエール ララリアン)
- 9月8日 - 『おおいた 夢花火 2024』出演。(弁天大橋上流西側河川敷ステージ)
- 9月15日 - 『アイドル会議 VOL.3』出演。(宮崎・LAZARUS eve)
- 9月22日 - 『秋の浴衣撮影会』開催。(臼杵稲葉家下屋敷)
- 9月22日 - 『さき生誕前夜祭』開催。さきのみ(レンタルスペース [eat])
- 9月23日 - 『SPAフェス6 さき生誕祭ライブ』開催。ここみん、炭坑ガールズ、CandyCross、えくれあエクレット、Niimo、大分美少女図鑑アイドル部、Chimoゲスト出演。(大分音楽館)
- 9月29日 - 『火傷しそうな思想Live』出演。(周南ライジングホール)
- 10月5日 - 『かしいいーなてらす LIVE FESTA Vol.5』出演。ERPHYのみ (福岡・イオンモール香椎浜)
- 10月6日 - 『第33回別保商工まつり』出演。(乙津川河川敷水辺の楽校)
- 10月13日 - 『大分ふるさとパワーフェスティバル』出演。(七瀬川自然公園 芝生広場)
- 10月19日 - 『SPAフェス7 ハロウィンコスプレライブ』開催。Mizuki、Floraphia、Chimo、えくれあエクレット、愛Dream、QunQun☆RiniUゲスト出演。(大分音楽館)
- 10月20日 - 『ハロウィン撮影会』開催。(別府市公会堂)
- 10月26日 - 『デカsaicaフェス』出演。ERPHYのみ (行橋・ギフト館ササヤ跡地)
- 10月27日 - 『デカsaicaフェス ライブ＆撮影会』出演。ERPHYのみ (行橋・ギフト館ササヤ跡地)
- 11月3日 - 『デカツオフェス』出演。ERPHYのみ (高知・Cab's)
- 11月4日 - 『デカティオ合同撮影会』出演。ERPHYのみ (愛媛・道の駅ふたみ)
- 11月10日 - 『IDOL TOUR 2024』出演。ERPHYのみ (山口・イオンタウン周南)
- 11月23日 - 『イルミネーション撮影会』開催。ERPHYのみ (府内アクアパーク)
- 11月24日 - 『SPAフェス8 秋のSPAフェス』開催。Mizuki、VITRON、天神娘、Floraphia、infini、あいらしっくゲスト出演。ERPHYのみ (大分音楽館)
- 12月1日 - 『えくれあエクレット 9th Anniversary』出演。ERPHYのみ (小倉FUSE)
- 12月15日 -『Alice ロコドルパーティー vol.25』出演。ERPHYのみ (アリスガーデン 広島PARCO前広場)
- 12月21日 - 『クリスマスオフ会＆サンタコス撮影会』開催。ERPHY(りのあ・ななこ)のみ  (レンタルスペース [トータ]）
- 12月22日 - 『SPAフェス9 クリスマスライブ』開催。LittleBigGirls、KUWAGATAKIDS、VITRON、ふわり歌舞四季会社、Floraphia、Chimo、炭坑ガールズ、Mizukiゲスト出演。ERPHY(りのあ・ななこ)のみ  (大分音楽館)
- 12月29日 - 『大分年末もちつき大会 2024』出演。ERPHYのみ (祝祭の広場)

### 2025年
- 1月18日 - 『アイ♡ゲキ WEST 1部2部』出演。ERPHY(りのあ・ななこ)のみ (大阪・吹田メイシアター小ホール)
- 1月19日 - 『TIP撮影会』出演。ERPHY(りのあ・ななこ)のみ (大阪・堺市 studio DA)
- 1月26日 - 『SPAフェス10 真冬のSPAフェス』開催。Floraphia、VITRON、炭坑ガールズ、マーブルエンジェル、Mizukiゲスト出演。ERPHYのみ (大分音楽館)
- 2月8日 - 『SUMI★KATSU VOL.1』出演。ERPHYのみ (熊本・荒尾市 スター気分)
- 2月15日 - 『バレンタイン合同制服撮影会 Floraphia/SPATIOERPHY/Chimo』開催。ERPHYのみ (府内高校)
- 2月16日 - 『SPAフェス11 バレンタインライブ』開催。VITRON、DaKaLayo↺、ふわり歌舞四季会社、Floraphia、Chimoゲスト出演。ERPHYのみ (大分音楽館)
- 2月24日 - 『にゅういんぱくといんまいおおいた vol.140』出演。ERPHYのみ (大分音楽館)
- 3月1日 -『ひなまつり ERPHY CAFE』開催。ERPHYのみ (都町モンキーナイトフィーバー)
- 3月2日 - 『SPAフェス12 ひなまつりライブ』開催。VITRON、Floraphia、Chimo、えまえまゲスト出演。ERPHYのみ (大分音楽館)
- 3月16日 -『SPATIOERPHY カラオケオフ会』開催。ERPHYのみ (都町モンキーナイトフィーバー)
- 3月20日 - 『大分こども有意義イベント 2025』出演。ERPHYのみ (祝祭の広場)
- 3月20日 - 『大分ご当地アイドル合同 物販&撮影会』出演。ERPHYのみ (OPA 4階ルーフトップガーデン)
- 3月23日 - 『田島綾夏生誕祭 ♯綾誕2025』出演。ERPHYのみ うさな活動再開 (広島・Yise)
- 3月30日 - 『SPAフェス13 １３周年記念ライブ』開催。Floraphia、Chimo、あおち、Marblie Angel、炭坑ガールズゲスト出演。SPATIO活動再開 (大分音楽館)
- 4月6日 - 『SUNNY HONEY １周年記念ライブ』出演。(熊本・NAVARO)
- 4月13日 - 『IDOL TOUR 2025』出演。 (山口・イオンタウン防府)
- 4月19日 - 『アイ♡ゲキ WEST BブロックFブロック』出演。ERPHY(うさな・りのあ・ななこ)のみ (大阪・阿倍野区民センター小ホール)
- 4月20日 - 『TIP撮影会』出演。ERPHY(うさな・りのあ・ななこ)のみ (大阪・堺市 studio DA)
- 4月26日 - 『春の港園撮影会』開催。(大分市かんたん港園)
- 4月27日 - 『SPAフェス14 あいな生誕祭ライブ』開催。Mizuki、Floraphia、Chimo、えくれあエクレットゲスト出演。 (大分音楽館)
- 5月5日 - 『アイゲキ★フレッシュアイドルSP 1部』出演。(東京・髙田馬場BSホール)
- 5月5日 - 『アイゲキ★ソロスペ＋ダンチャレ』出演。(東京・髙田馬場BSホール)
- 5月5日 - 『アイゲキ★SPATIO 40分単独ライブ』出演。(東京・髙田馬場BSホール)
- 5月6日 - 『TIP撮影会』出演。(東京・西麻布デビーズ)
- 5月11日 - 『CHA CHA TOWN IDOL FES』出演。 (小倉チャチャタウン)
- 5月18日 - 『IDOL UNITED 春の九州アイドル祭り２』出演。 (福岡・UNITEDLAB)
- 5月25日 - 『SPAフェス15 春のSPAフェス』開催。Mizuki、Floraphia、Chimo、えくれあエクレット、QunQun☆RiniUゲスト出演。 (大分音楽館)
- 5月31日 - 『SUMI★KATSU 熊本遠征 炭鉱さんと対バンだ VOL.4』出演。ERPHYのみ (熊本・荒尾市 スター気分)
- 6月1日 - 『サウンドレック 10th Anniversary』出演。(小倉WOW)
- 6月8日 - 『進学進級おめでとう 初夏の制服撮影会』開催。(レンタルスペース To-tA)
- 6月14日 - 『IDOL TOUR 2025』出演。 ERPHYのみ(山口・イオンタウン防府)
- 6月15日 - 『SPAフェス16 初夏のSPAフェス』開催。Mizuki with Go!Go♪bridge♡、Floraphia、Chimo、炭鉱ガールズゲスト出演。 (大分音楽館)
- 6月22日 - 『Alice ロコドルパーティー vol.27』出演。 (呉ポートピアパーク)
- 6月28日 - 『アイドルライブ in 小倉コロナワールド』出演。 (小倉コロナワールド)
- 6月29日 - 『九州アイドル夏祭り』出演。(T.O.P.S BittsHALL)
- 7月6日 - 『iDOL MUSIC CHAMPON 1部 ぱるる生誕祭!』出演。ERPHYのみ (佐賀・エスプラッツホール)
- 7月6日 - 『iDOL MUSIC CHAMPON 2部 さえりん生誕祭!』出演。ERPHYのみ (佐賀・エスプラッツホール)
- 7月13日 - 『橘みお生誕祭』出演。(熊本・NAVARO)
- 7月19日 - 『みなみおおいた夏祭り』出演。 ERPHYのみ(南大分スポーツパーク)
- 7月20日 - 『ビーチ撮影会&BBQ大会』開催。(大分市こうざき海水浴場)
- 7月21日 - 『SPAフェス16 初夏のSPAフェス』開催。ふわり歌舞四季会社、Floraphia、Chimo、えくれあエクレット、DearPrincessゲスト出演。 (大分音楽館)
- 7月26日 - 『ジェイリースFC ホーム最終戦　FC博多戦 試合前ハーフタイムライブ』出演。 ERPHYのみ(ジェイリーススタジアム)
- 7月27日 - 『熊本アイドル３グループ合同ツアー』出演。(大分音楽館)
- 8月3日 - 『第74回 港つくみまつり』出演。(くつみん公園)
- 8月9日 - 『TIP撮影会』出演。(東京・スタジオエコロスカイ)
- 8月10日 - 『TIP撮影会』出演。(東京・スタジオエコロスカイ)
- 8月11日 - 『アイゲキ★スリーマン』出演。(東京・髙田馬場BSホール)
- 8月11日 - 『アイゲキ★ソロスペ＋ダンチャレ』出演。(東京・髙田馬場BSホール)
- 8月11日 - 『アイゲキ★SPATIO単独公演』出演。(東京・髙田馬場BSホール)
- 8月16日 - 『あやか生誕前夜祭』開催。あやかのみ(レンタルスペース トータ)
- 8月17日 - 『SPAフェス18 あやか生誕祭ライブ』開催。FairyDOLL、MERCREW、VITORON、Floraphia、Chimo、えくれあエクレットゲスト出演。 (大分音楽館)

## 書籍
- 『CONKA』vol.89(2011.12.16)
- 2012ご当地アイドル大図鑑
- 読売新聞九州版朝刊(2012.3.22)
- フリーペーパー「ひと。」vol.1
- 『月刊シティ情報おおいた』vol.338(2012年7月号)
- 『あえるアイドル大百科』(2012.8.28宝島社)
- 『宝島』2012年10月号「あなたの街のご当地アイドル」
- 大分県交通安全推進協議会「飲酒運転撲滅ポスター」
- 毎日新聞朝刊/23面(2012.12.1)
- 大分合同新聞朝刊/14面(2013.5.1)
- 『月刊Audition (雑誌)』7月号創刊200号記念
- フリーペーパー「You-ro」vol.1
- 大分合同新聞夕刊/4面(2013.8.14)
- 『福岡Walker』2013年9月号
- 『NHKウィークリーステラ』10月18日号(2013.10.9)
- CONKA最終号(100号記念）
- 『月刊シティ情報おおいた』vol.356(2014年1月号)
- 大分合同新聞朝刊(2014.1.1)
- 大分合同新聞夕刊(2014.3.17)
- フリーマガジン「eyanイーヤン」vol.092(2014.4月号)
- 『ベストカー』2014年4月26日号
- 大分トリニータ月刊誌『Winning Goal』vol.230(2014年4月号)
- 大分合同新聞夕刊(2014.5.14)
- 九州アイドルBOOK(2014.5.30角川マガジンズ)
- 『月刊Audition (雑誌)』2014年7月号
- 『KYUSHU IDOL FILE 』(2015.4.24シンコーミュージック)
- 大分合同新聞朝刊(2015.6.25)
- 『まっぷるご当地アイドル』(2015.7.13昭文社)
- 大分トリニータ月刊誌『Winning Goal』vol.248(2015年10月号)
- 朝日新聞九州版朝刊(2015.11.26)
- 大分合同新聞夕刊(2016.2.22)
- 『KYUSHU IDOL FILE 2016』(2016.4.22シンコーミュージック)
- 大分合同新聞夕刊(2016.5.2)
- 『KYUSHU IDOL FILE  Vol.04』(2017.8.4 シンコーミュージック)
- 『KYUSHU IDOL FILE  Vol.06』(2017.11.30シンコーミュージック)

## CM
- ざびえる本舗「月さらさ」
- ベツダイ「Re-Rooms」
- 大分県交通安全協会「夏の事故ゼロ運動」
- ハーバー研究所「スクワラン」(Web用CM)
- 大分県歯科技術専門学校
- JR大分シティ「ひらけ☆おおいた」
- 日豊タクシーグループ
- JR大分シティアミュプラザおおいた1stANNIVERSARY「つなげ2016」

## ディスコグラフィ

### シングル
- 第1弾シングル『ふるさと』c/w「IT'S MY REVOLUTION」「KISS YOU」【発売日:2012.3.14】
- 第2弾シングル『ハピハピ♡ルンルン』c/w「ゆらゆらセブンティーン」【発売日:2012.11.27】
- 第3弾シングル『すれ違いスクールデイズ』B面「ミラーボール★パパ」【発売日:2013.11.9】

### アルバム
| 発売日       | タイトル  | レーベル           | 収録曲 |
| ------------ | --------- | ------------------ | --- |
| 2016年8月3日 | Bonvoyage | SPACE SHOWER MUSIC | 1. 快傑SPATTO～乙女の悩み解決隊～ 2. We Love TRINITA 3. 勇往邁進トリニータ 4. Get Chance TRINITA 5. ユメイロ 6. ボンヴォヤージュ |

### コンピレーションアルバム
| 発売日        | タイトル        | レーベル          | 参加楽曲 |
| ------------- | --------------- | ----------------- | -------- |
| 2013年4月24日 | Japan Idol File | T-Palette Records | KISS YOU |